# Atri
Atri è un comune italiano di 9 813 abitanti della provincia di Teramo in Abruzzo, situato nel comprensorio delle Terre del Cerrano.
Già capitale dell'omonimo ducato, è un importante centro storico e artistico dell'Abruzzo. Per un breve periodo alla fine degli anni venti del secolo scorso, furono uniti ad Atri i comuni confinanti di Pineto e Silvi Marina.

## Geografia fisica
La città sorge su tre colli (Maralto, Muralto e Colle di Mezzo) che si affacciano sul mare Adriatico, verso il quale digradano, e su diverse formazioni di calanchi, dal 1995 tutelate dalla riserva naturale dei Calanchi di Atri.
Il centro storico di Atri è sito a breve distanza dalle spiagge di Cerrano, dove sorge la cinquecentesca Torre del Cerrano nell'area dell'antico porto di Atri, nel ventunesimo secolo nel territorio di Pineto.

## Storia

### Preistoria

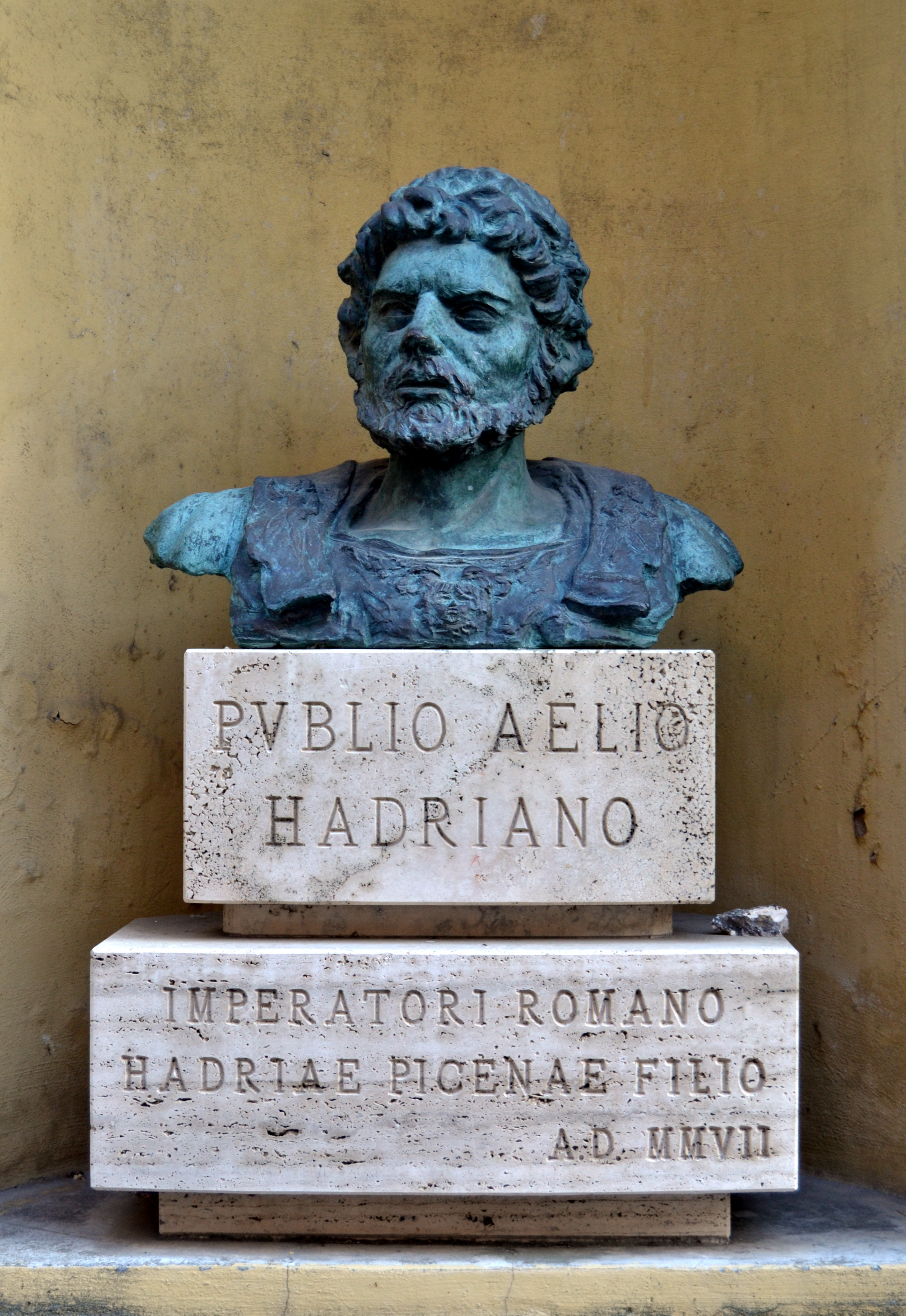
Busto dell'imperatore Adriano, di origini atriane

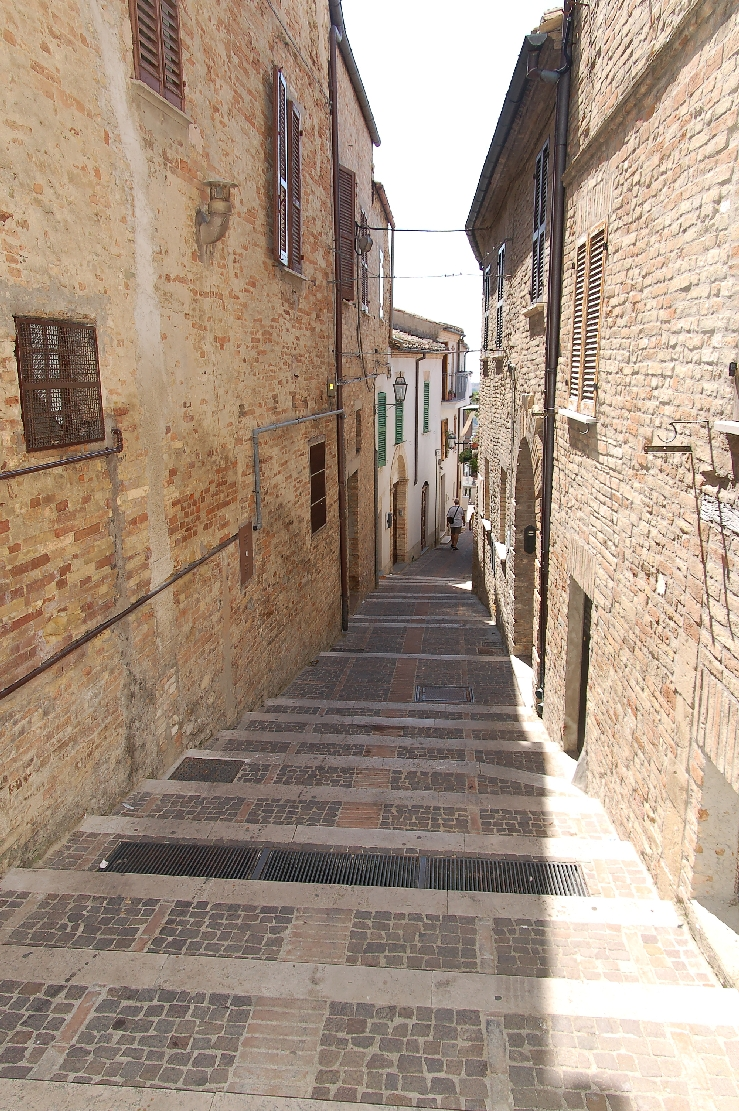
Vico Prepositi, uno dei caratteristici vicoli di Atri.

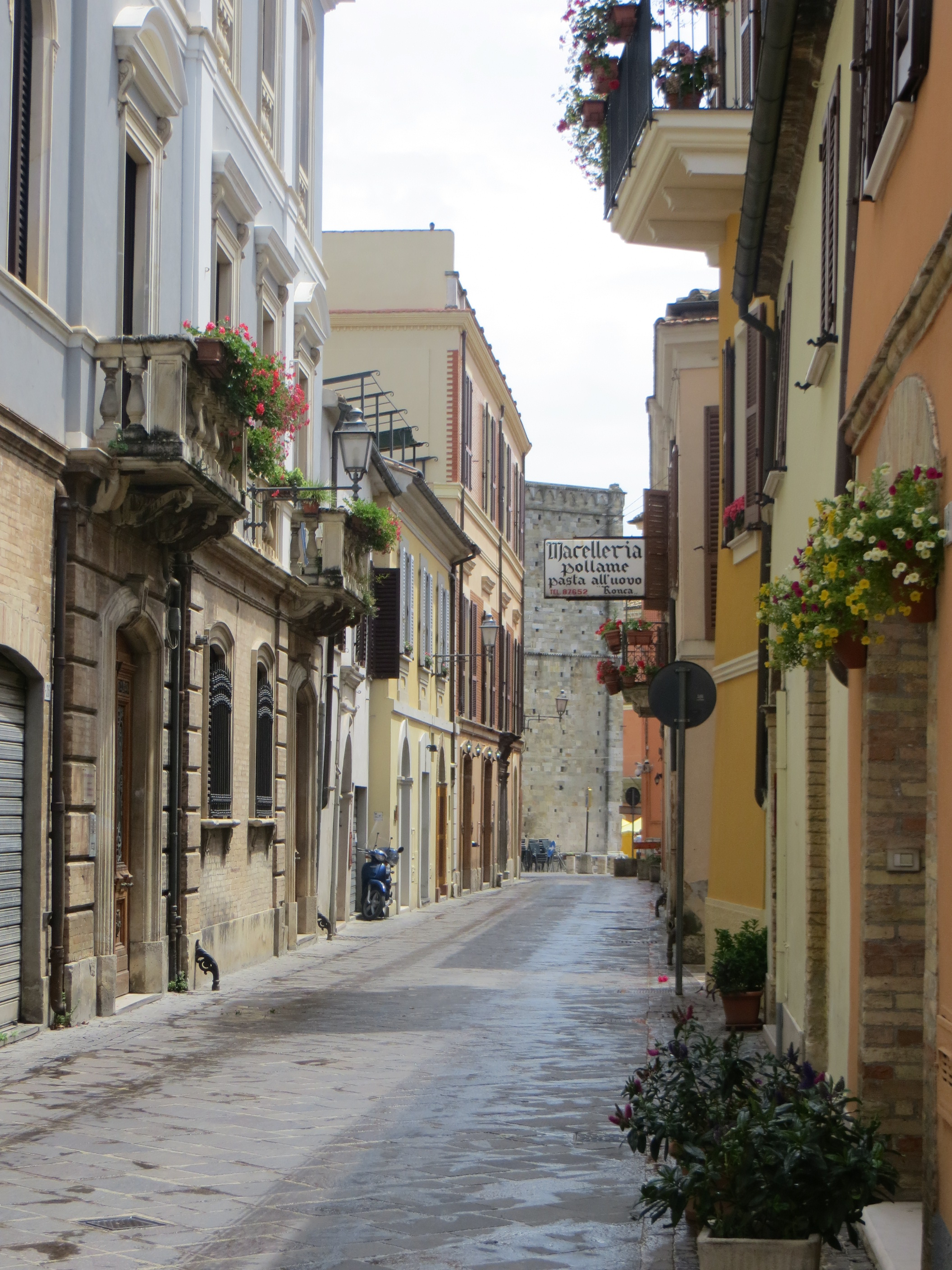
Via Ferrante

Non è dato per certo, come sostiene qualcuno, che siano stati gli Illiri, provenienti dalla Dalmazia, durante le migrazioni tra il X e il IX secolo a.C., a dare il nome alla città, la cui forma più antica, Hatria, potrebbe derivare da Hatranus o Hadranus, divinità illirica - sicula.
Con le ultime scoperte archeologiche è dato per certo che la parte centrale dell'Italia era abitata dagli Osci - Oschi- Sabelli - Sabini - Safin, già dal IX millennio a.C., in grotta nella parte montana e sui terrazzi fluviali dell'Aterno, Vomano, Tordino e Tronto: culture- Bertoniana, di Catignano, del Casarino e di Ripoli. Praticavano la pastorizia transumante già dal tardo neolitico, quando il Mare Adriatico era in fase di formazione, all'inizio dello scioglimento delle acque dell'ultima glaciazione Würm, iniziato all'incirca 11.000 anni fa.
Sulle monete cittadine siglate HAT (che all'epoca si leggeva, come le altre lingue osco-italiche, da destra a sinistra - vedi la stele di Penna Sant'Andrea e quella di Capestrano che rappresenta un meddis o meddix chiamato poi dai romani magister-cit.storica anche da Salmon: i sanniti- un capo popolo e non un guerriero perché i paramenti sono solo di rappresentanza), compare anche la lupa o il lupo, (scambiato da qualcuno per cane); sono le più antiche esistenti al mondo e furono coniate, secondo molti studiosi, tra il VII e il VI secolo a.C.
Il peso della moneta è quello italico (come pure le misure) adottato prima del secolo IV a.C., diverso da quello greco, sia antico che classico adottato da Roma dal IV secolo a.C. al II secolo a.C. circa e da quello romano dal sec. II a.C. fino alla caduta dell'Impero. Secondo alcuni storici, da Atri derivò il nome del mare Adriatico, secondo altri il toponimo deriva invece da Adria, nella attuale provincia di Rovigo. Atri diede i natali alla famiglia italica, trasferitasi in Spagna, dalla quale nacquero (in Spagna) l'imperatore Adriano e l'imperatore Traiano.

### Età romana
Atri ebbe una florida attività commerciale con gli Etruschi, Umbri e con la Grecia verso la quale esportava vino e olio; i più interessanti monili etruschi o forse italici (v. anche museo archeologico nazionale di Campli o museo Paludi di Celano) qui rinvenuti sono conservati al British Museum di Londra. Faceva parte, con Teramo e Campli, del popolo dei Pretuzi che formarono la lega italica assieme ai vestini, marrucini, frentani, peligni, marsi, cerecini, sanniti, piceni ecc., tutte genti italiche, confederate contro Roma. Il suo importante porto le permise di vantare una temuta flotta e di avere contatti commerciali floridi con la Grecia, nonostante le navi venissero spesso attaccate dai pirati Illirici (v.anche Roma si interessò per proteggere Atri dai pirati). Divenuta colonia latina nel 290 a.C., Hatria continuò comunque a battere la sua moneta. Si distinse in battaglia accumulando premi e privilegi.

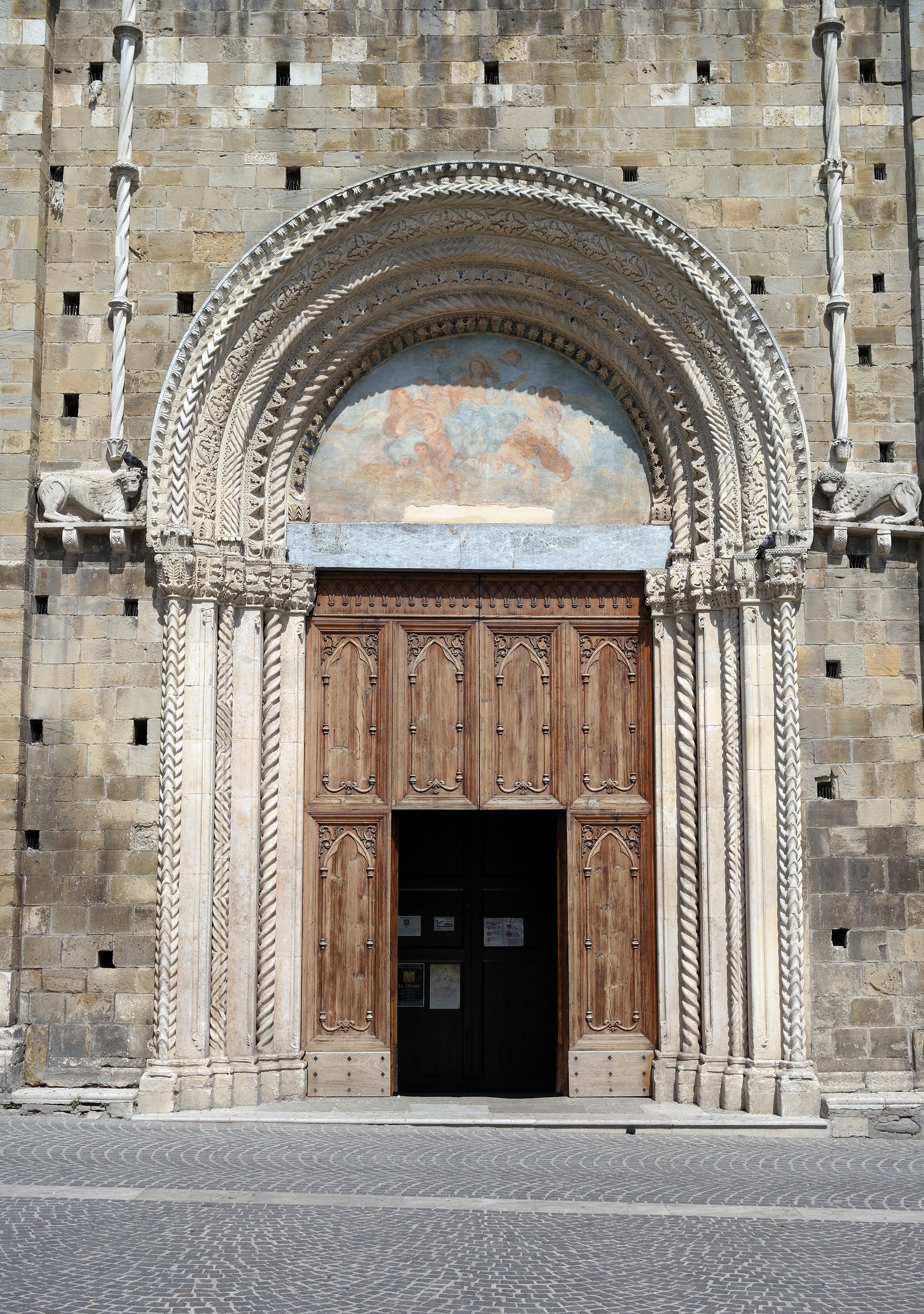
Portale romanico del Duomo

Nel periodo imperiale la città continuò ad essere un centro importante, diede origine alla famiglia dell'imperatore Adriano, che la riteneva sua seconda patria ed in essa ricoprì la carica di quinquennale a vita e di curator muneris pubblici. Dalla stessa famiglia, italica, trasferitasi in Spagna nacque anche l'imperatore Traiano, suo consanguineo.
L'Ager Hatrianus si estendeva a nord dal fiume Tordino, comprendeva il Vomano, e finiva a sud fino al fiume Saline, dove aveva inizio il territorio dei Vestini, mentre il confine occidentale coincideva con le pendici del Gran Sasso.

### Medioevo
Nel Basso Medioevo a causa delle invasioni dei barbari e poi dei pirati Illirici, dei Saraceni, degli Ungari, ecc. fu soggetta a un lungo periodo di decadenza e di abbandono.
Fino al XIII secolo si hanno scarse notizie della città che, sotto i Longobardi, faceva parte del Ducato di Spoleto e nel XII secolo era feudo principale dei Conti d'Apruzio.
Nel 1082 Trasmondo, Conte di Penne, concede il Castello di Atri al Monastero di Farfa. Durante la dominazione normanna nel Catalogus Baronum a metà secolo XII, con 10 milites, insieme a San Flaviano era tra i principali feudi dei conti di Aprutio.

### Il comune atriano
Atri, per prima tra le città del Regno, si schierò dalla parte guelfa. Nel 1251 papa Innocenzo IV istituì la Diocesi e concesse autonomia comunale, con territorio corrispondente a quello dell'antico agro coloniale romano. L'anno successivo la Diocesi di Atri fu unita "ad invicem" a quella di Penne.
Nel 1305 fu completata la maestosa cattedrale, monumento nazionale, dedicata a Santa Maria Assunta e celebre per il pregevole ciclo di affreschi quattrocenteschi dell'artista abruzzese Andrea De Litio.
Nel 1384 si verificò un terremoto che scosse anche Teramo.

### Gli Acquaviva e il ducato

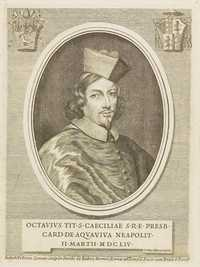
Il Cardinale Ottavio Acquaviva D'Aragona

Nel 1393, Atri fu venduta per 35.000 ducati al conte di San Flaviano Antonio Acquaviva, che fu il primo di 19 duchi, i quali dal 1455 ottennero per matrimonio la contea di Conversano, e Atri divenne capitale del ducato.
La famiglia Acquaviva, dalla fine del XV secolo, aggiunse al proprio cognome l'appellativo d'Aragona con diploma regio del 1479 e fu autorizzato a fregiarsi delle insegne araldiche degli Aragona quale segno perpetuo di riconoscimento ricevuto da Andrea Matteo III Acquaviva da parte del re di Napoli Ferdinando I, per il coraggio mostrato da suo padre Giulio Antonio Acquaviva nella battaglia di Otranto del 1480 contro i turchi, che avevano assediato quella città e sterminato il suo popolo in nome della fede musulmana.
Nel 1563 (18 settembre) si verificò un terremoto che provocò la caduta del frontespizio della porta maggiore della cattedrale (cfr. Sorricchio);
Fra Sei e Settecento i duchi Acquaviva confermano una particolare sensibilità per la letteratura e le arti.

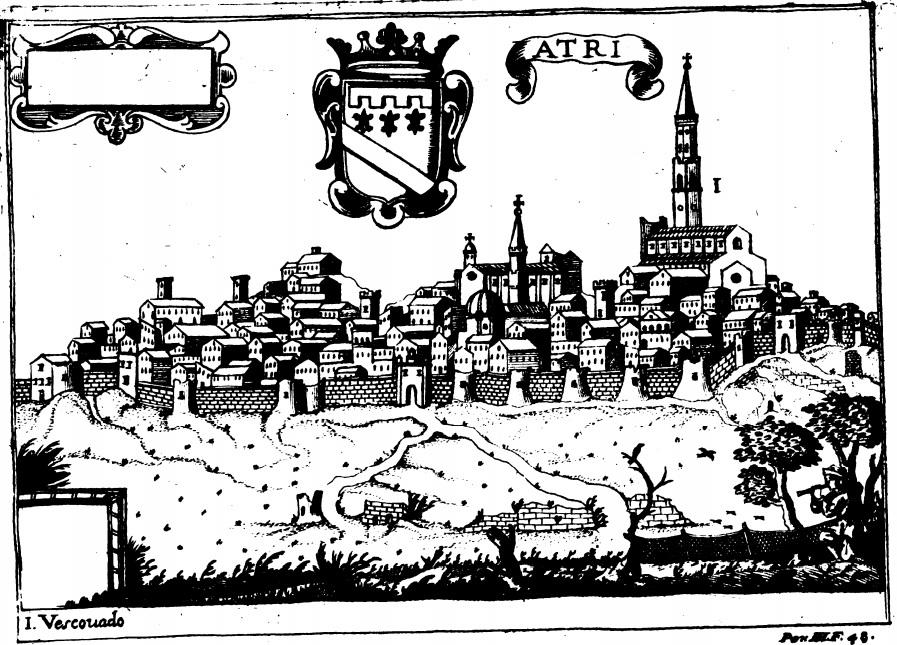
Disegno settecentesco di Atri

Nel 1757 Atri tornò sotto il dominio diretto del Regno di Napoli, fino al momento in cui entrò a fare parte del Regno d'Italia.
Il 10 giugno 1884 il terremoto che abbracciò tutto il versante adriatico creò conseguenze alle costruzioni di Atri come pure di Penne e Città Sant'Angelo.

### La seconda guerra mondiale
Nei primi anni della seconda guerra mondiale, tra il 1940 e 1943, Atri fu uno dei comuni dell'Abruzzo ad essere designato dalle autorità fasciste come luogo di internamento civile per profughi ebrei stranieri presenti in Italia. Gli internati furono 15, uno dei gruppi più numerosi nella provincia di Teramo. Dopo l'8 settembre 1943, nonostante la presenza nella zona di truppe tedesche, tutti gli ex-internati riuscirono a sfuggire alla cattura e alle deportazioni, fino alla Liberazione nel giugno 1944. Solo uno di essi, che abbandonato il paese si era rifugiato a Fiume, sarà lì arrestato e condotto alla morte ad Auschwitz.

## Monumenti e luoghi d'interesse

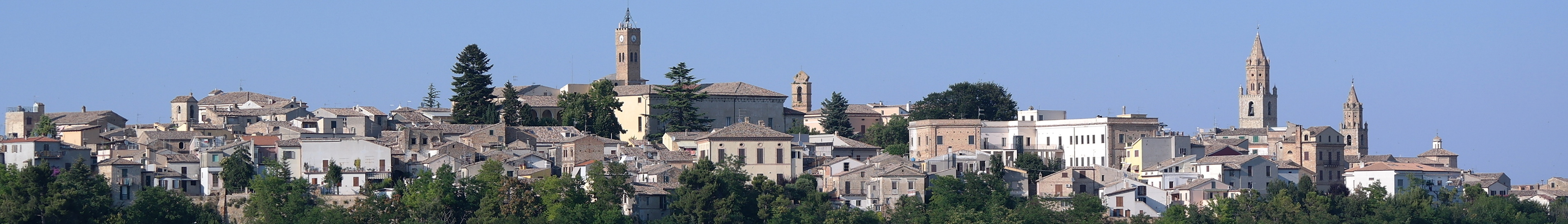
Veduta di Atri da ovest, in primo piano le torri del palazzo ducale, del Duomo e della chiesa di Sant'Agostino

### Architetture religiose

#### Duomo di Atri

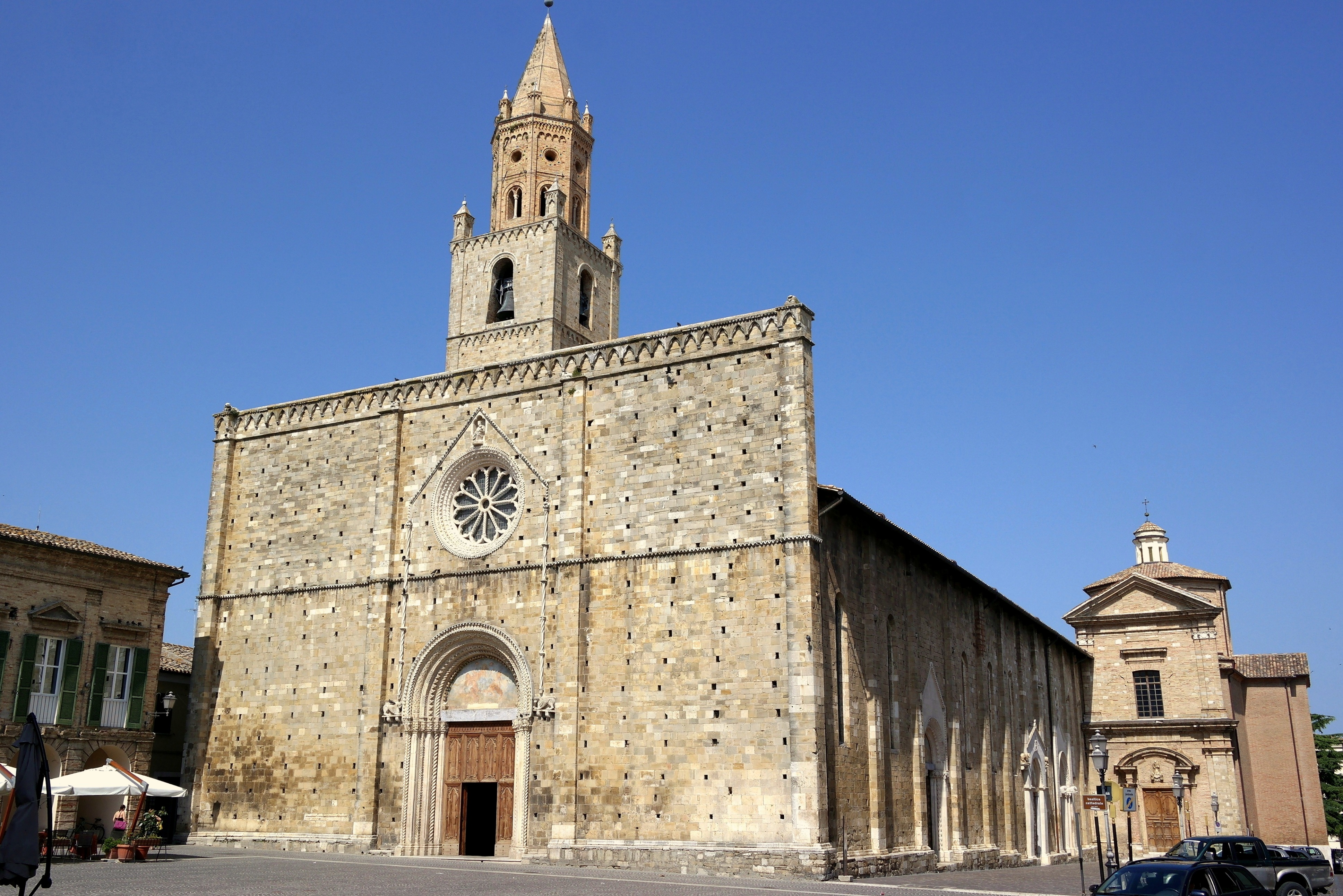
Piazza Duomo ad Atri

Il duomo di Atri, monumento nazionale, fu costruito tra il XIII e XIV secolo. Nel 1335, sul lato sud, fu edificata la chiesa di Santa Reparata, modificata nel Cinquecento. La facciata presenta un portale, un rosone e una nicchia con una statua della Madonna con bambino di Raimondo del Poggio e Rainaldo d'Atri; sul lato sud si aprono tre portali del XIV secolo che presentano affreschi dello stesso periodo. Il campanile, sul lato nord, è alto 57 metri. La prima parte della torre campanaria, in pietra, fu iniziata nel Duecento fino alla cella campanaria e completato in mattoni, con la cuspide ottagonale, da Antonio da Lodi (1502). L'interno è a tre navate.
Nella navata sinistra, vi è una serie di affreschi di vari artisti, tra cui Giacomo d'Atri, il Maestro di Offida, Andrea De Litio, del Trecento-Quattrocento tra i quali un affresco del trasporto della Santa Casa, del 1460, opera di Andrea de Litio. Vi è anche un battistero rinascimentale del 1503, opera di Paolo de Garviis e la Cappella Arlini (1618), con una tela di scuola napoletana dello stesso periodo. La navata destra è decorata da una serie di affreschi. 

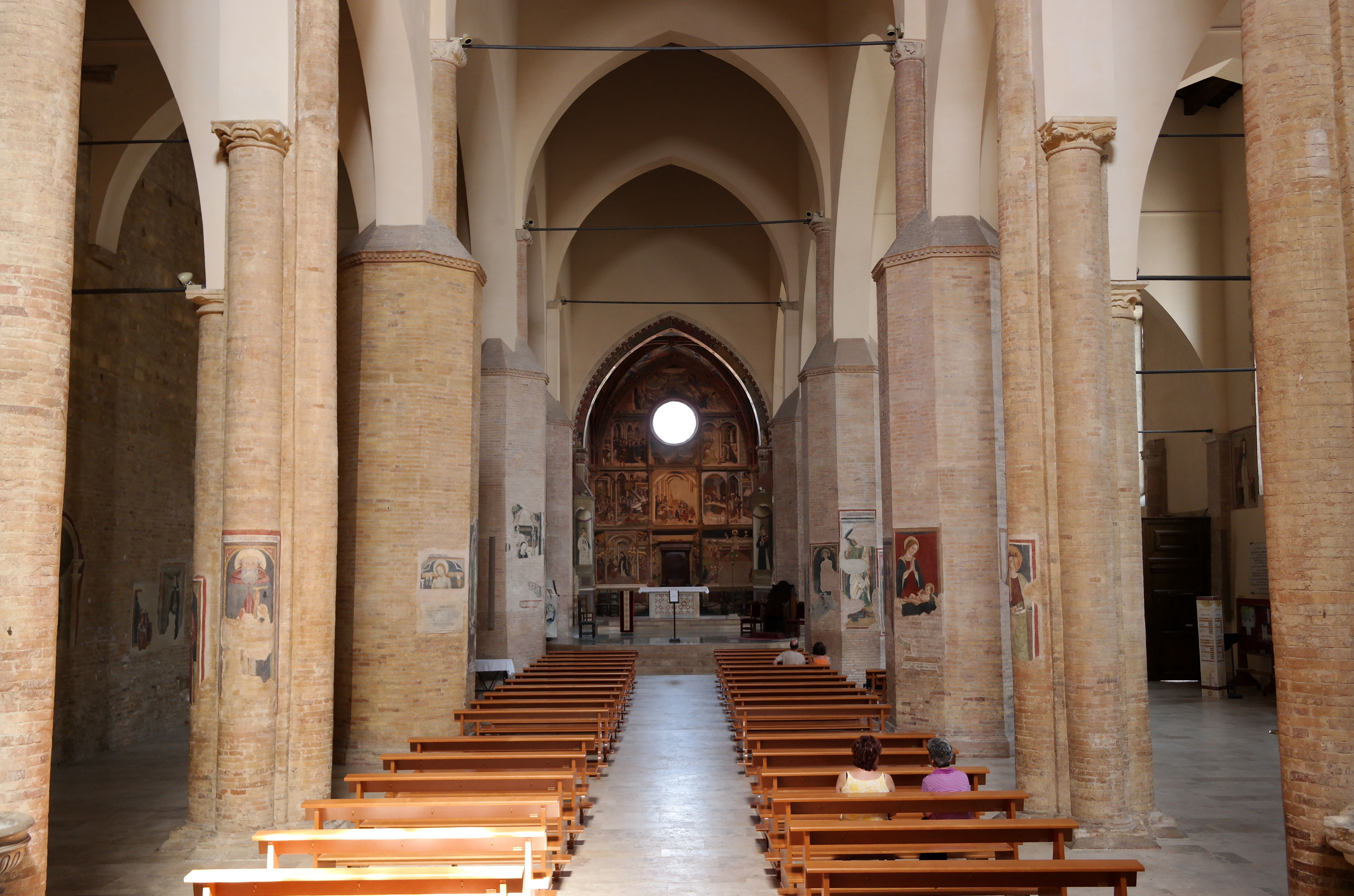
Interno del Duomo, le tre navate

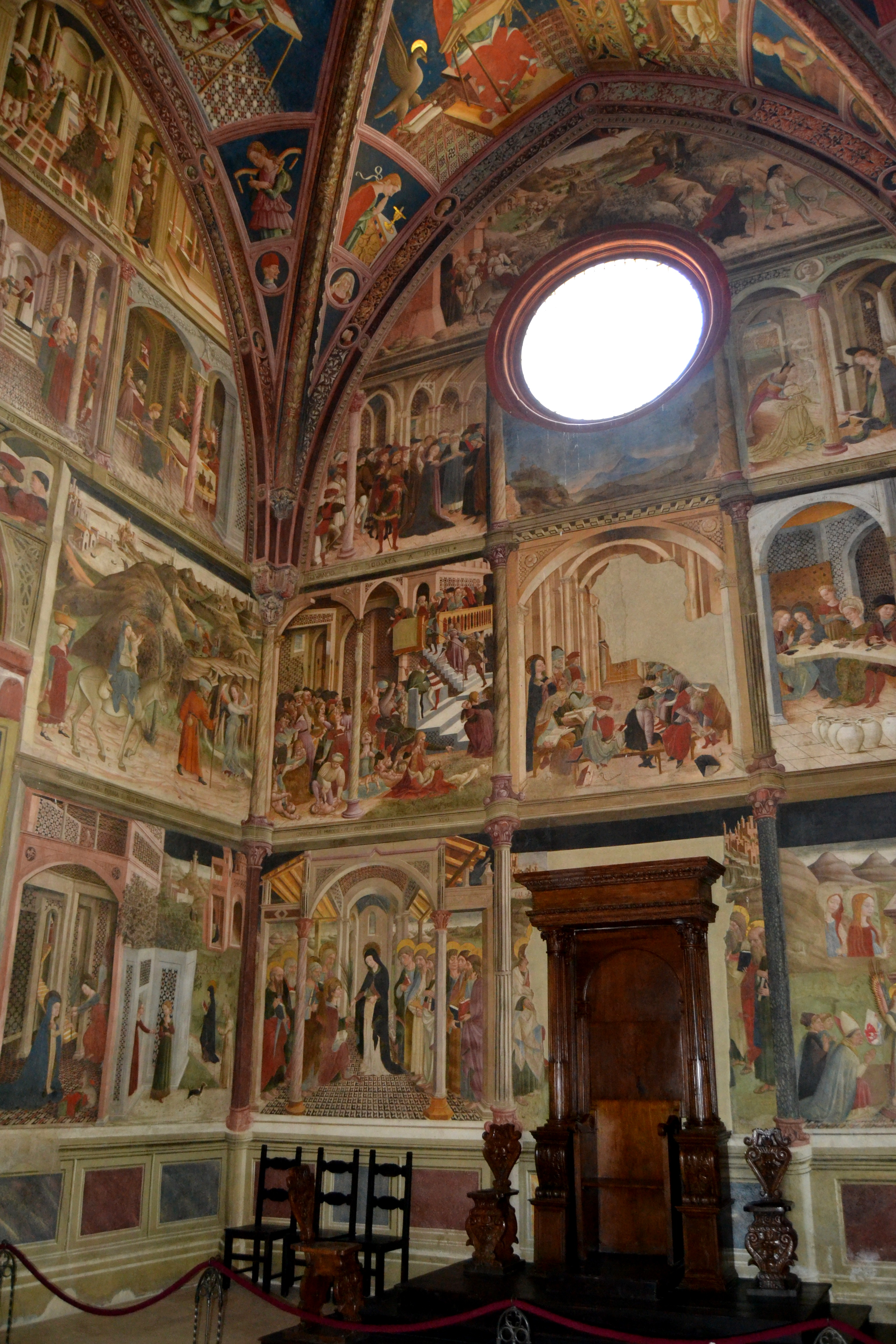
Il Coro dei Canonici, affrescato da Andrea De Litio, con le Storie di vita di Gesù e Maria, presso il Duomo

#### Chiesa di Santa Reparata

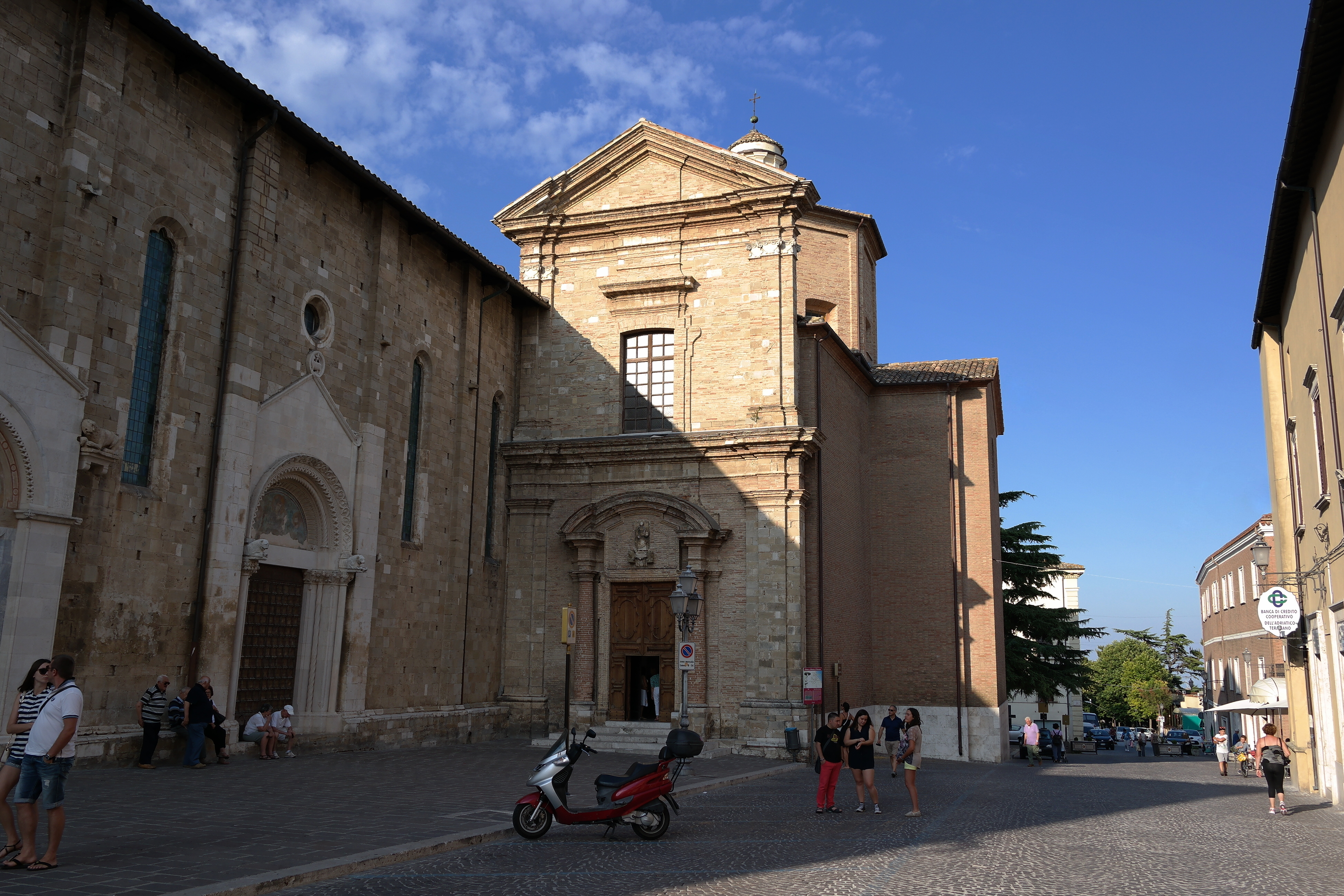
Chiesa di Santa Reparata

Venne eretta nel 1355 e poi ristrutturata in stile barocco alla fine tra il XVII e il XVIII secolo da Gian Battista Gianni.

#### Chiesa di Sant'Agostino (Auditorium Civico)

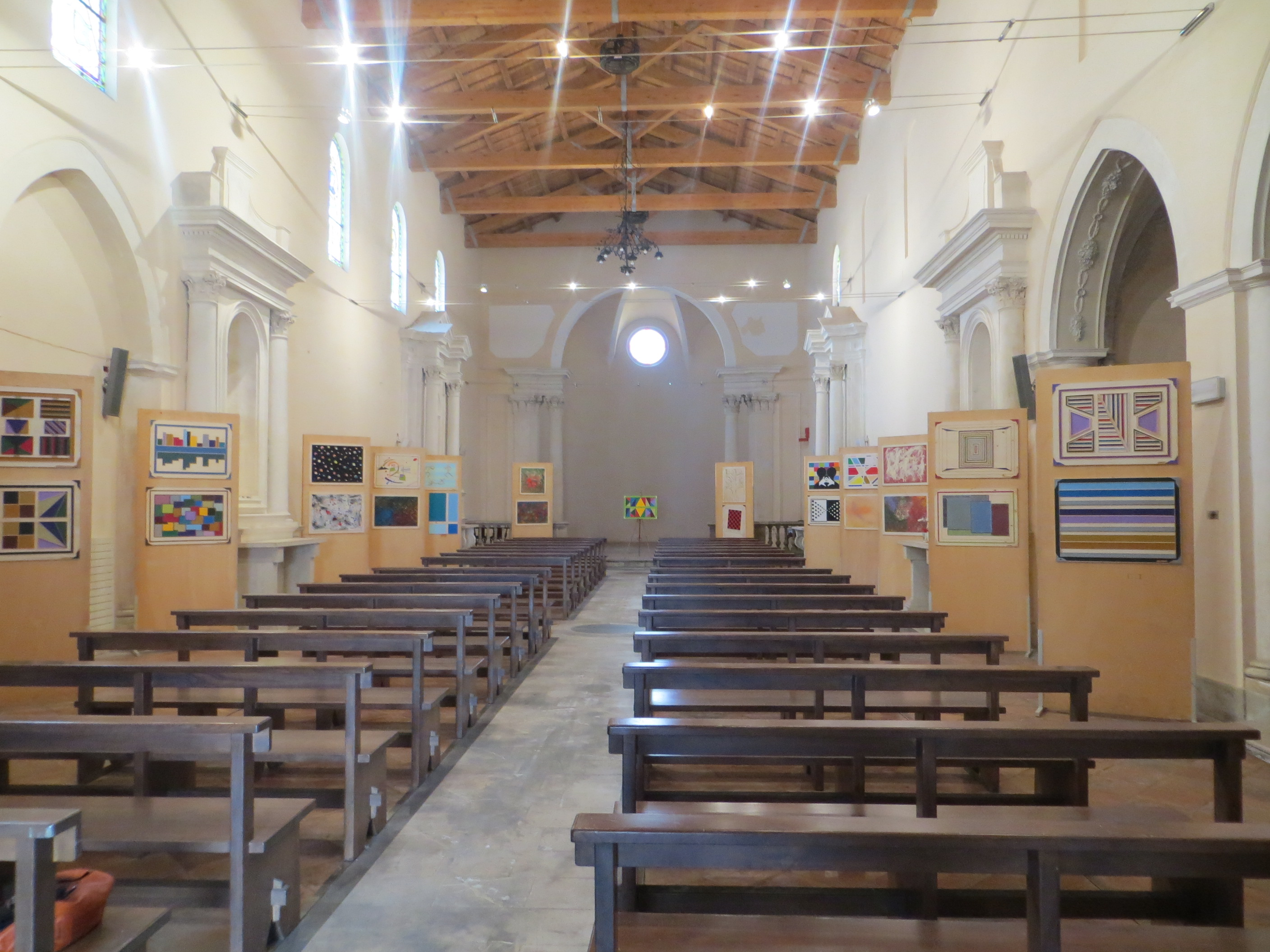
Interno di Sant'Agostino

Venne eretta probabilmente nel XIII secolo e modificata nel XIV secolo ma dedicata ai Santi Giacomo e Caterina. Venne poi modificata ancora e dedicata a Sant'Agostino. 
La chiesa ha una facciata con portale decorato con santi e motivi vegetali.

#### Chiesa di San Francesco d'Assisi

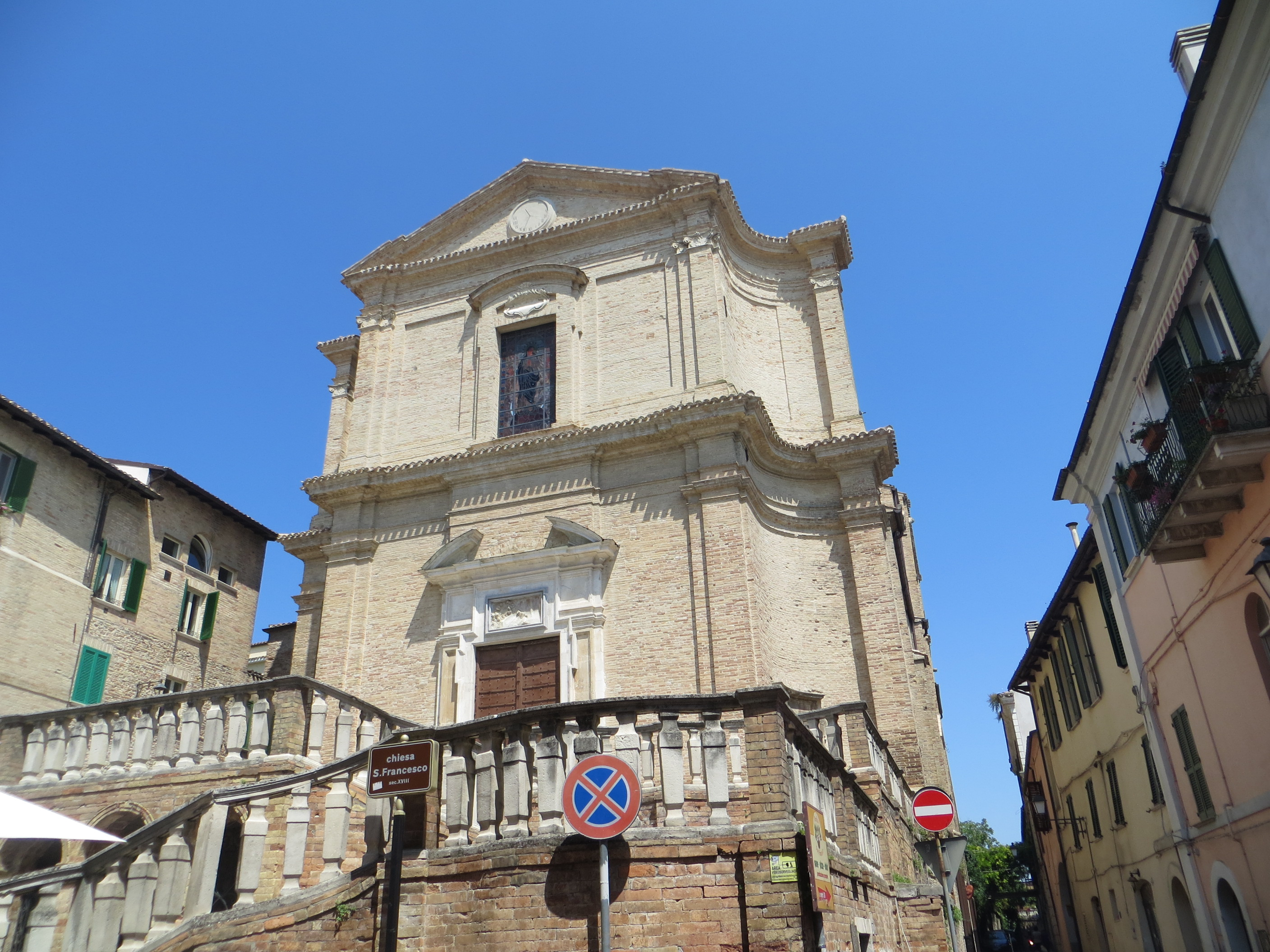
Chiesa di San Francesco

Situata lungo Corso Elio Adriano, a metà strada tra il Duomo e il Palazzo Ducale, la chiesa di San Francesco è uno dei più antichi conventi francescani visto che fu fondata nel 1226 su iniziativa di Filippo Longo, discepolo di Francesco d'Assisi. La grandiosa costruzione gotica, crollata a seguito di un terremoto nel 1690, è sostituita dal nuovo edificio barocco inaugurato verso il 1715, su progetti di Giovan Battista Gianni: la facciata ad ali inflesse, schema che sarà frequentemente ripetuto in varie chiese abruzzesi successive, è preceduta dalla scalinata a doppia rampa (1776) che è un unicum in Abruzzo. L'interno ad una navata è ornato da otto cappelle laterali decorate, nel corso del XVIII secolo, da artisti lombardi (Gianni) e napoletani (Giuseppe Sammartino: di lui, che si occupò anche della decorazione del presbiterio, spiccano i fastosi cappelloni di San Francesco e Sant'Antonio). Sul retro della chiesa, oltre che sui muri esterni laterali, si conservano i resti della chiesa medievale, oltre all'Arco dei Francescani (collegamento tra la chiesa e il convento), edificato nel XIV secolo sul sito di una porta del circuito murario altomedievale; è sede della Caritas cittadina.

#### Chiesa di San Liberatore

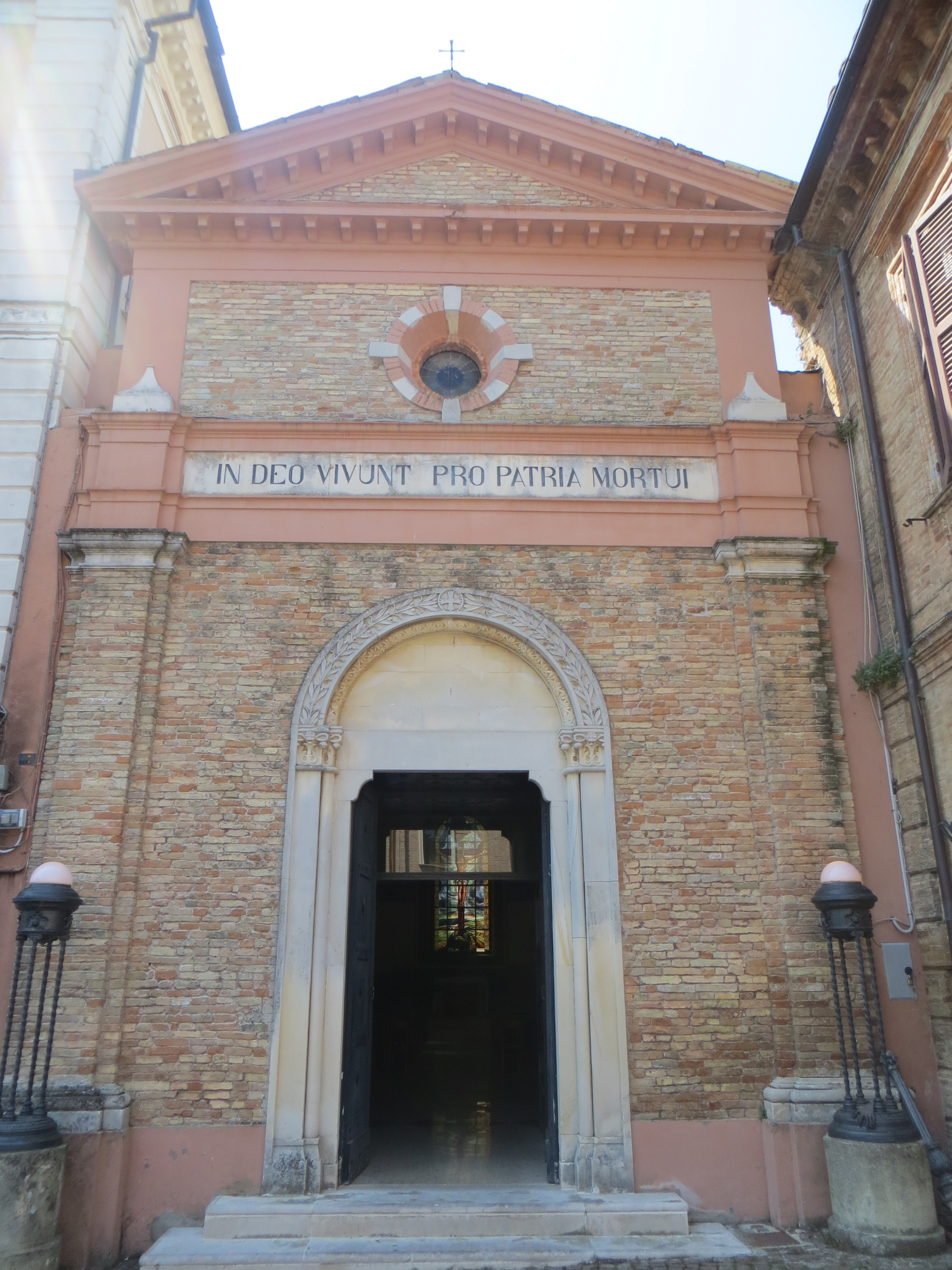
Cappella di San Liberatore

Questa cappella votiva, che si trova in piazza dei Duchi Acquaviva, nei pressi del palazzo ducale, doveva già esistere nel XV secolo e doveva essere la cappella degli Acquaviva, dove il Beato Rodolfo Acquaviva amava pregare. Venne ristrutturata dopo la prima guerra mondiale in memoria dei Caduti atriani; perciò rimane poco dell'antica chiesa.
La facciata, semplice, presenta un'iscrizione commemorativa dei Caduti in guerra. L'interno, ad unica navata e sobrio, presenta alcune nicchie con reliquie (spade, medaglie e divise) di caduti atriani; sopra l'altare maggiore, una stupenda vetrata della Crocifissione della Camper, ditta di vetrate atriana aperta nel 1933 e che ha riscosso presto grande fortuna, producendo opere non solo per le chiese del territorio ma anche per vari edifici esteri.

#### Chiesa di San Nicola

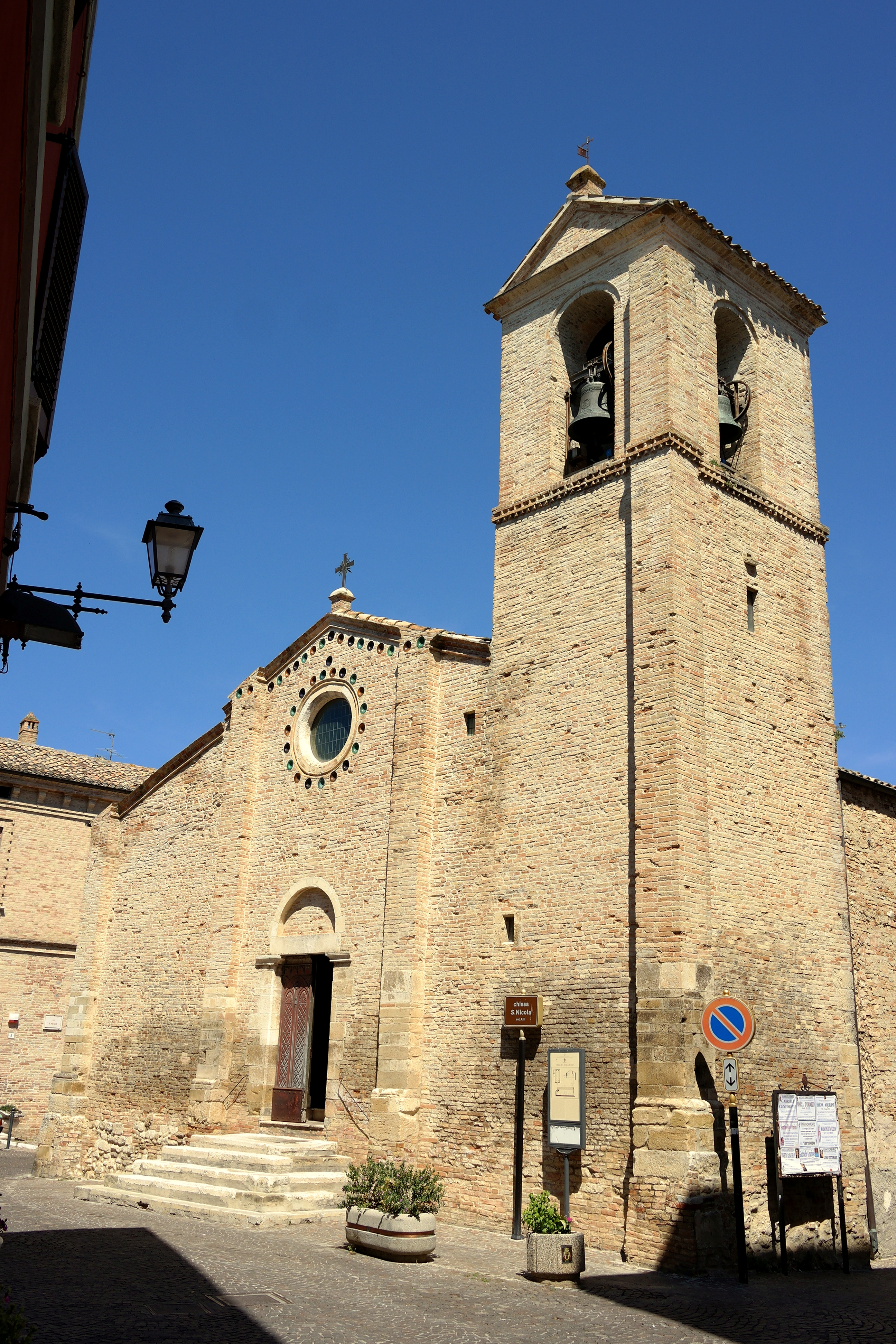
Chiesa di San Nicola

Situata in Via Picena, a pochi metri da Piazza Duchi d'Acquaviva e dal Belvedere di Viale delle Clarisse, la chiesa di San Nicola è una delle tre parrocchie di Atri. Considerata tradizionalmente la chiesa più antica della città (ne fa menzione la prima volta Papa Lucio III nel 1181), la sua struttura romanica si è sostanzialmente mantenuta intatta fino ai giorni nostri, anche se nel 1256 il documentato intervento di un tal Mastro Giovanni comportarono forse l'aggiunta del campanile e il rialzo del pavimento. L'esterno, di semplice fattura, si caratterizza per le scodelle dipinte opere delle primitive fabbriche di Castelli (metà XIII secolo); l'interno, invece, ha tre navate con tozze colonne decorate da capitelli diversi tra di loro, si presenta austero e buio come le chiese del periodo. Sono ancora visibili alcuni affreschi (che forse un tempo adornavano tutta la chiesa), e si segnala in particolare l'importante e bella Madonna di Loreto tra i santi Rocco e Sebastiano di Andrea De Litio (1450 circa). Vi sono inoltre anche tre tele seicentesche e altri arredi liturgici notevoli come pulpito e statue.

#### Chiesa della Santissima Trinità

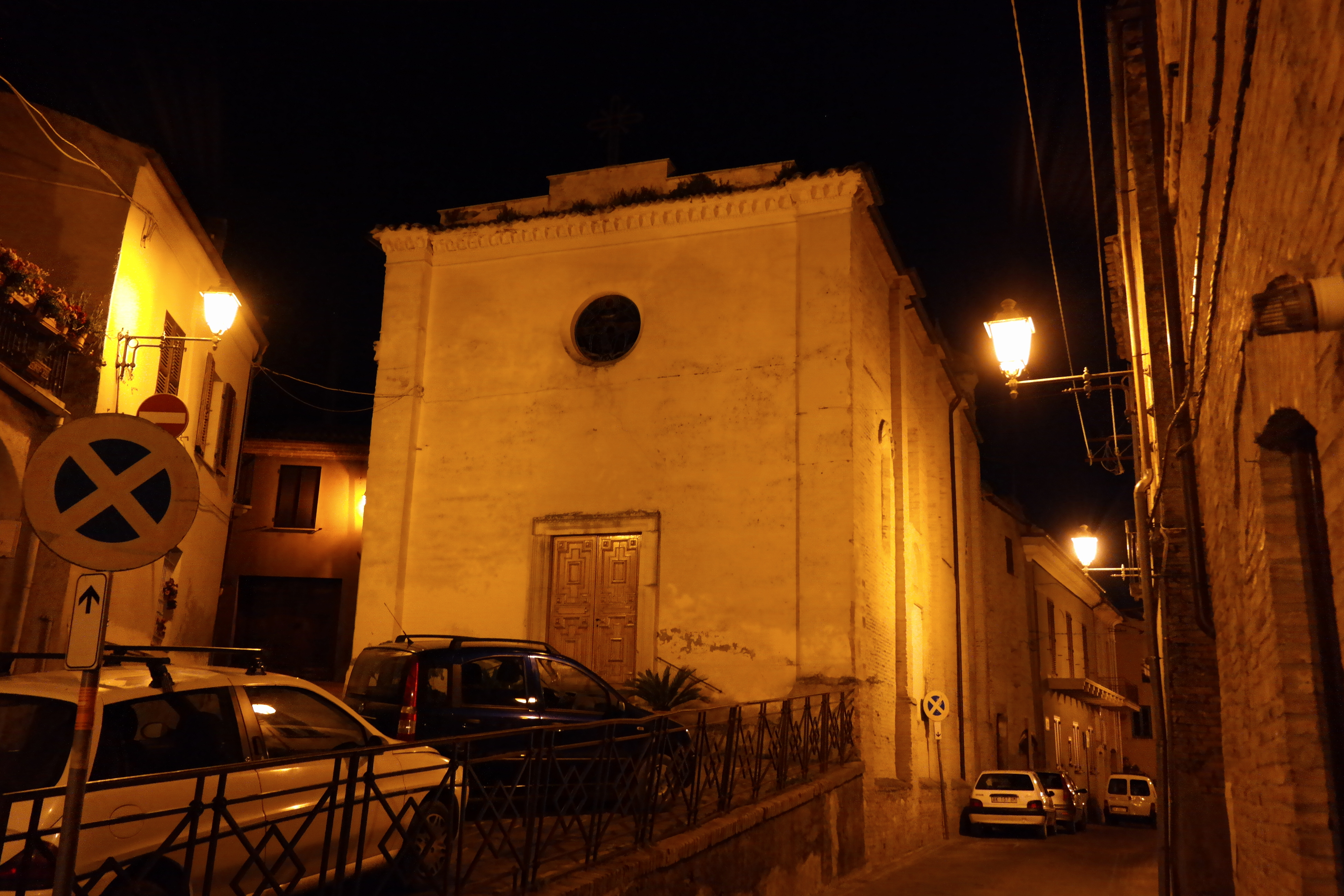
Chiesa di San Rocco o della Santissima Trinità

La chiesa, che si trova nei pressi dell'ex giardino degli Acquaviva, è detta popolarmente di San Rocco, per via della statua del Santo che vi è all'interno, per il quale gli atriani hanno profonda venerazione.
La costruzione della chiesa deve risalire al Duecento, e nel Trecento divenne probabilmente Cappella degli Acquaviva; però, per accedere alla chiesa, bisognava passare per il giardino, e inoltre era spesso usata dal popolo, cose che fecero cambiare idea alla famiglia che scelse come cappella privata quella di San Liberatore, a cui si poteva accedere da un corridoio interno. Tra Seicento e Settecento tutta la chiesa venne rifatta e l'altare maggiore divenne barocco, e vi furono aggiunte statue e dipinti barocchi.
La facciata è semplice, con una vetrata della ditta Camper e un piccolo campanile; sul lato sinistro, una decorazione medievale scoperta di recente, mentre su quello destro vetrate della ditta atriana. L'interno è ad unica navata, molto essenziale. Sul lato sinistro troviamo la nicchia con la venerata statua di San Rocco; sul lato sinistro, una nicchia con una piccola statua barocca di Sant'Antonio, il cui Bimbo sembra essere di fattura popolare e più recente; una tela del XVII-XVIII secolo (attribuita alla scuola napoletana) con "Sant'Anna educa la Vergine", un piccolo altare con un quadro della Madonna di Pompei (XVIII secolo circa). L'altare maggiore è in stile barocco, ma anche questo è semplice e sono pochi gli ornamenti: timpano, colonne doriche e qualche puttino. Al centro una nicchia accoglie una statua della Madonna con Bambino (XVIII secolo, detta "delle SS.Grazie"), con ai lati due piccole tele di scuola napoletana del Settecento, con San Michele Arcangelo e l'Angelo Custode.

#### Chiesa del Santo Spirito (detta santuario di Santa Rita da Cascia)

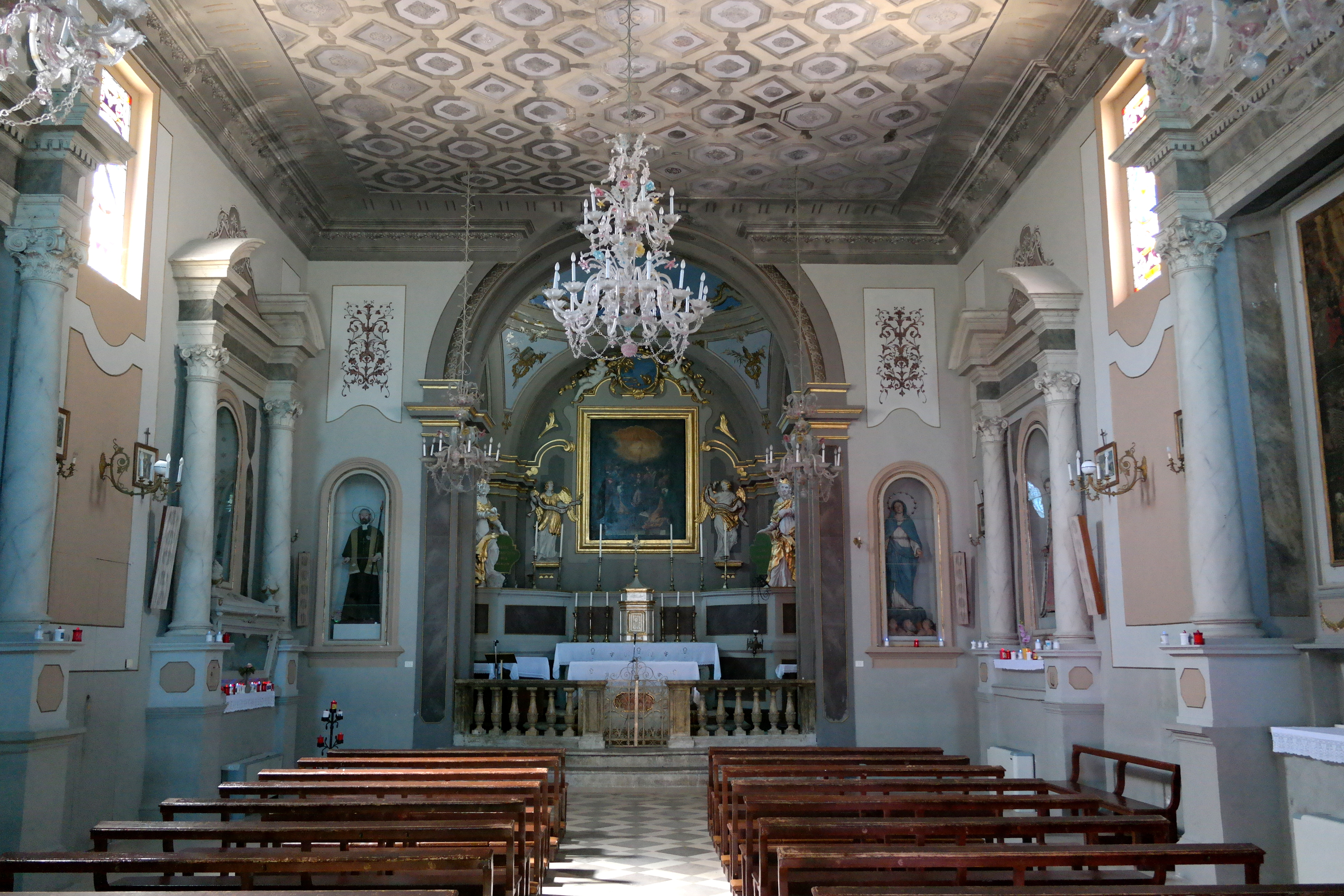
Interno della chiesa del Santo Spirito

La chiesa del Santo Spirito, popolarmente chiamata Santuario di Santa Rita, si trova nell'omonimo largo nei pressi di Rocca Capo d'Atri, all'estremità del paese.
La chiesa fu edificata sul finire del XIII secolo dagli agostiniani scalzi. Nel Cinquecento la chiesa fu ceduta ai francescani per poi tornare dopo un breve periodo in mano agli agostiniani scalzi. Nel XVII secolo la chiesa e il convento ad essa annesso furono passati alle monache agostiniane che vi introdussero il culto di Santa Rita da Cascia. A partire dalla seconda metà del XVIII secolo, le suore modificarono completamente la chiesa fino ai primi dell'Ottocento, portandola all'aspetto attuale. All'inizio del XIX secolo la chiesa e il convento furono abbandonati, ma gli atriani continuarono a curarla.
La facciata è in stile barocco ed è affiancata da un campanile a vela, che si differenzia da tutti gli altri campanili atriani in mattoni.
Il portale di ingresso in origine apparteneva ad un'altra chiesa, quella di Sant'Antonio dei Cappuccini, già in degrado all'inizio del XVIII secolo. L'interno è ad un'unica navata e sul soffitto decorato sono posti alcuni lampadari in vetro di Murano. Sul lato sinistro è possibile ammirare la cappella di Santa Rita con la statua dell'omonima Santa ed altre opere di artisti locali. Sul lato destro si può ammirare un affresco del XVI secolo presumibilmente di scuola fiorentina.

#### La chiesa di Santa Chiara d'Assisi e il monastero delle Clarisse

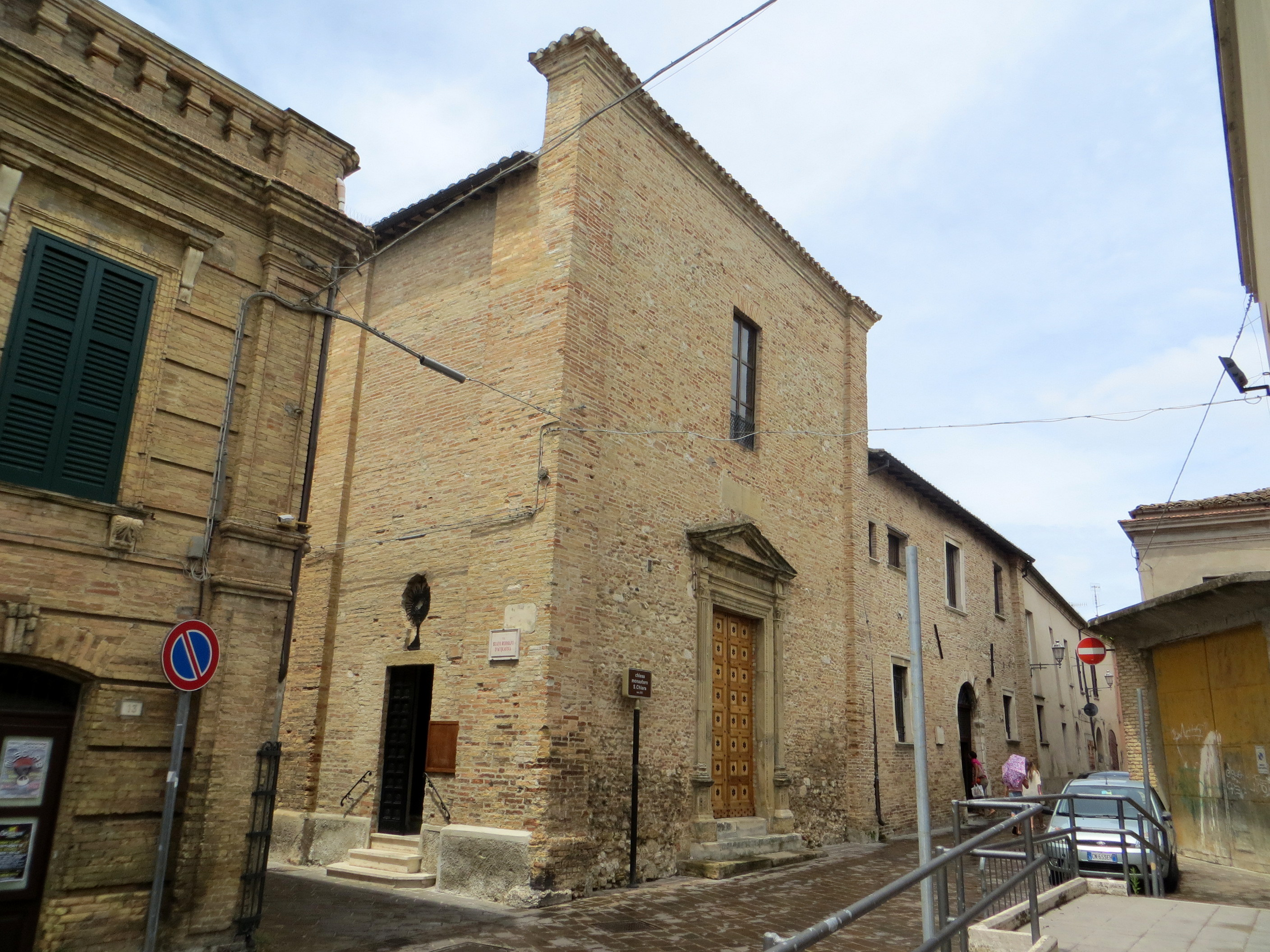
Esterno della chiesa di Santa Chiara

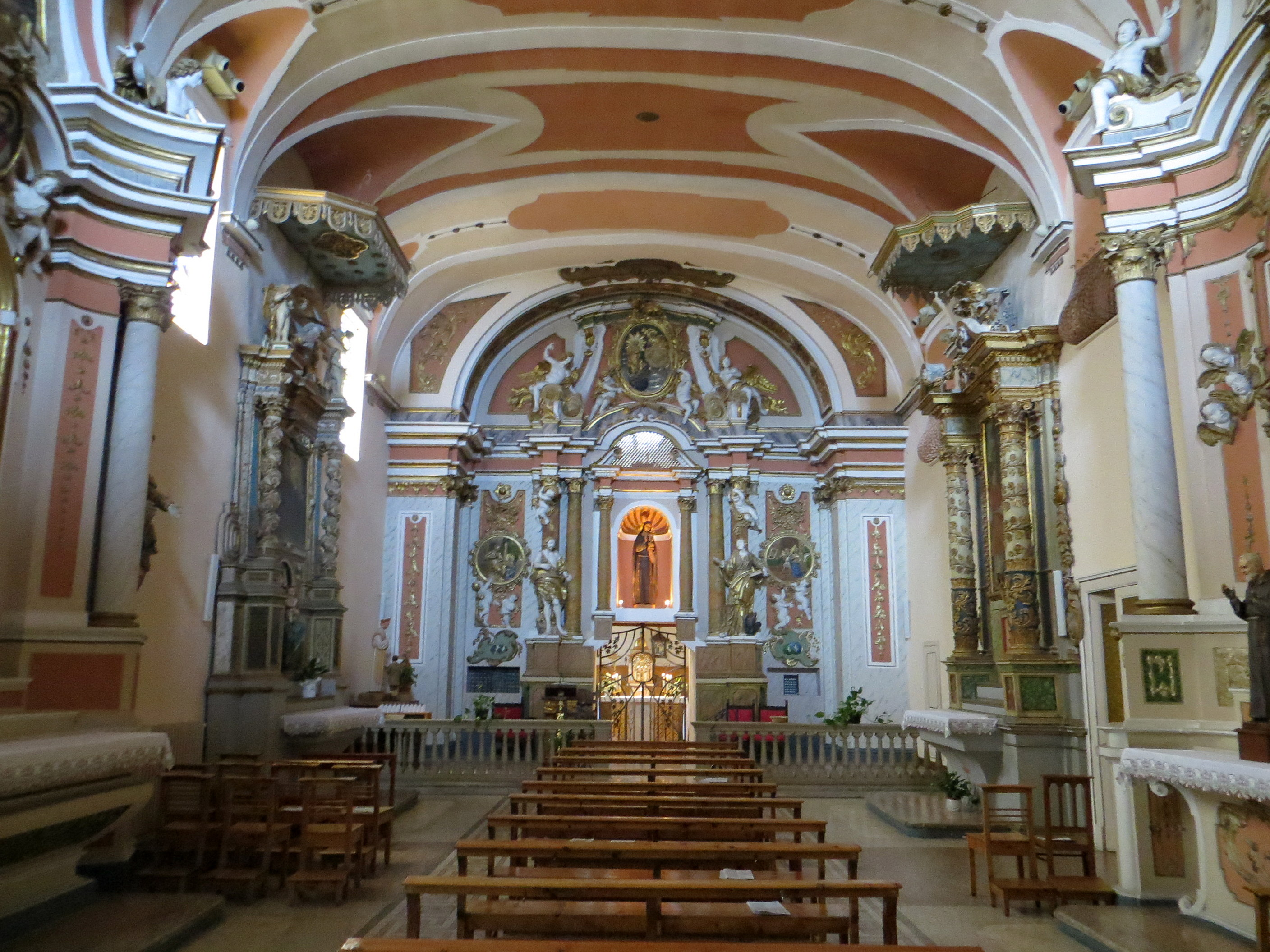
Interno della chiesa di Santa Chiara

Il monastero e la chiesa furono fondati nel 1260 da due clarisse, compagne di Santa Chiara, grazie anche all'aiuto di Filippo Longo di Atri (costruttore anche del monastero dei Francescani in Atri), settimo discepolo del santo di Assisi e grande amico di santa Chiara. Nel corso del tempo tutto il monastero e la chiesa furono oggetto di diversi rifacimenti: il più importante fu quello avvenuto nel XVI secolo, quando i duchi Acquaviva modificarono sia la chiesa che il monastero, donando a quest'ultimo (come celle per le monache) le ex-scuderie che ormai non servivano più.
Se l'aspetto esteriore è quello conferitogli nel Cinquecento, non si può parlare così per quello interno: la chiesa subì le trasformazioni barocche, mentre i vari locali del monastero, tra cui il chiostro, il giardino e la grotta di Lourdes, furono ristrutturati e rimessi a nuovo dalle suore negli anni cinquanta del Novecento, dopo alcuni danni causati dai bombardamenti della seconda guerra mondiale. La facciata della chiesa è semplice, tipica del territorio, quasi schiacciata da un lato dalle mura del monastero, mentre dall'altro ha respiro grazie alla via; presenta un portale cinquecentesco di maestranze locali, mentre sul lato sinistro c'è un piccolo portale che presenta un'elaborata decorazione in ferro battuto con il calice e l'ostia. C'è anche un campanile a vela.
L'interno non è molto grande, a unica navata, ma ricco di sorprese. In fondo c'è l'altare maggiore (detto Cappella Maggiore) che "copre" la cella del Santissimo Sacramento. È un tripudio di stucchi, opera di colte maestranze locali del XVII secolo, con raffigurazioni di putti, medaglioni con Santa Caterina da Bologna, l'Immacolata e Gesù, oltre a due statue in stucco di san Giovanni Battista e San Giovanni Evangelista. Tutto attorno alla nicchia con la statua lignea, di recente fattura, di Santa Chiara. Sul lato destro vi sono:
- Altare dei tre santidel 1650, così chiamato perché la pala centrale raffigura appunto tre santi: Santo Stefano, San Lorenzo e san Pietro da Verona. L'altare è ricco di stucchi, attribuito a maestranze napoletane. La Pala centrale è preziosissima, opera della "Scuola degli Illuminati", la scuola di pittura aperta a Bologna dai Carracci.
- Altare di San Gaetano da Thiene, realizzato nel 1766. Fu edificato sopra un altro, a spese di due clarisse, ricordate nell'iscrizione dell'altare. La doratura fu fatta in malo modo e perciò rifatta agli inizi del XIX secolo. Tutti gli stucchi sono di scuola napoletana, mentre la tela Madonna adorata da San Gaetano, opera del 1766 di Francesco De Mura e bottega, è copia della Madonna conservata in san Luca a Bologna, opera di Guido Reni: unica differenza il colore dell'abito del santo, che nel caso di Atri è nero.

Sempre sul lato destro un'iscrizione ricorda che nella chiesa fu sepolto Don Tracanna, parroco della vicina chiesa di san Nicola.
Sul lato sinistro abbiamo:
- Altare della Madonna delle Grazie, opera di modesti artisti locali del XVII secolo. Sull'altare c'è la statua in cartapesta del XVII secolo della Madonna delle Grazie, opera di scuola umbro- abruzzese. Ma l'opera più preziosa di questo altare è L'incoronazione di S.Agnese alla presenza di S.Chiara, opera del 1856 di Gennaro Della Monica, il noto pittore teramano. Sostituì una precedente tela ormai invecchiata.
- Altare dell'Addolorata, della prima metà del XVIII secolo, con stucchi di scuola abruzzese. La nicchia, dove c'è la statua vestita del Settecento, era un tempo occupato da una pala dipinta conservata nel monastero. Alcuni riquadri sopra l'altare ospitano due tele di scuola napoletana della fine del Seicento.

Curiosità: tutti gli altari sono sormontati da "baldacchini" in legno con raffigurazioni di Dio e gli angeli. Da vedere, infine, le vetrate della ditta Camper e il pavimento realizzato nel 1852 dal veneziano Giovanni Pellarini.
Il monastero, all'esterno, presenta un frammento di affresco del XVI secolo e un bassorilievo con lo stemma degli Acquaviva del 1460. Si entra e ci si trova in una grande stanza dove si trova una campanella, una grata e la "ruota girevole" dove fino a qualche secolo fa era uso mettere i bambini che erano poi presi dalle clarisse, mentre si vengono a posare dolci, vestiti e cibo, mentre le suore ricambiano donando le ostie (sconsacrate) da loro preparate e alcuni buoni dolci. Gli altri locali del monastero non sono accessibili, perché riservati alle sole suore.
All'interno di alcuni locali sono conservate opere stupende e importanti, come: alcuni codici, con disegni del Settecento delle Clarisse; un quadro del XIX secolo con la raffigurazione della Madonna che appare ad una clarissa (all'epoca della realizzazione era Suor Veronica de Petris;); una santa Chiara del Settecento, scuola napoletana; una tela con l'Addolorata del Seicento, attribuita a Carlo Dolci. Ma l'opera più importante è la Madonna del Rosario, modesta opera seicentesca di un artista locale, collocata nel Coro Superiore, a cui le suore sono molto devote. Tra la prima metà del XIX secolo e gli anni cinquanta del Novecento, il Monastero arrivò a situazioni di gravi difficoltà che ne stavano causando la chiusura. Soprattutto nel XIX secolo, con la soppressione dei monasteri da tutto l'Abruzzo si riversarono nel monastero di Atri le monache dei monasteri chiusi.
Le Clarisse di Atri temevano di fare la stessa fine ed erano preoccupate. Suor Veronica de Petris, la più preoccupata, decise di pregare la Madonna conservata nel Coro Superiore. La Madonna cominciò a parlare, dicendo che "se tutti i monasteri del mondo dovessero finire, questo qui, per te, non lo farò mai finire". E tutto ciò che ha detto si è avverato.
Pure dopo il secondo dopoguerra le suore non si diedero per vinte e ristrutturarono i loro locali e nel ventunesimo secolo le Clarisse vivono nel monastero senza problemi, lavorando e pregando intensamente. Comunque, alla Madonna del monastero di Atri sono legate altre leggende, alcune delle quali parlano di briganti e ladri che fuggirono per intervento della Madonna. Altri locali interessanti sono il grande giardino, il chiostro e la Grotta di Lourdes. Interessante anche il presepe napoletano di fine Settecento, esposto in chiesa durante il periodo di Natale.

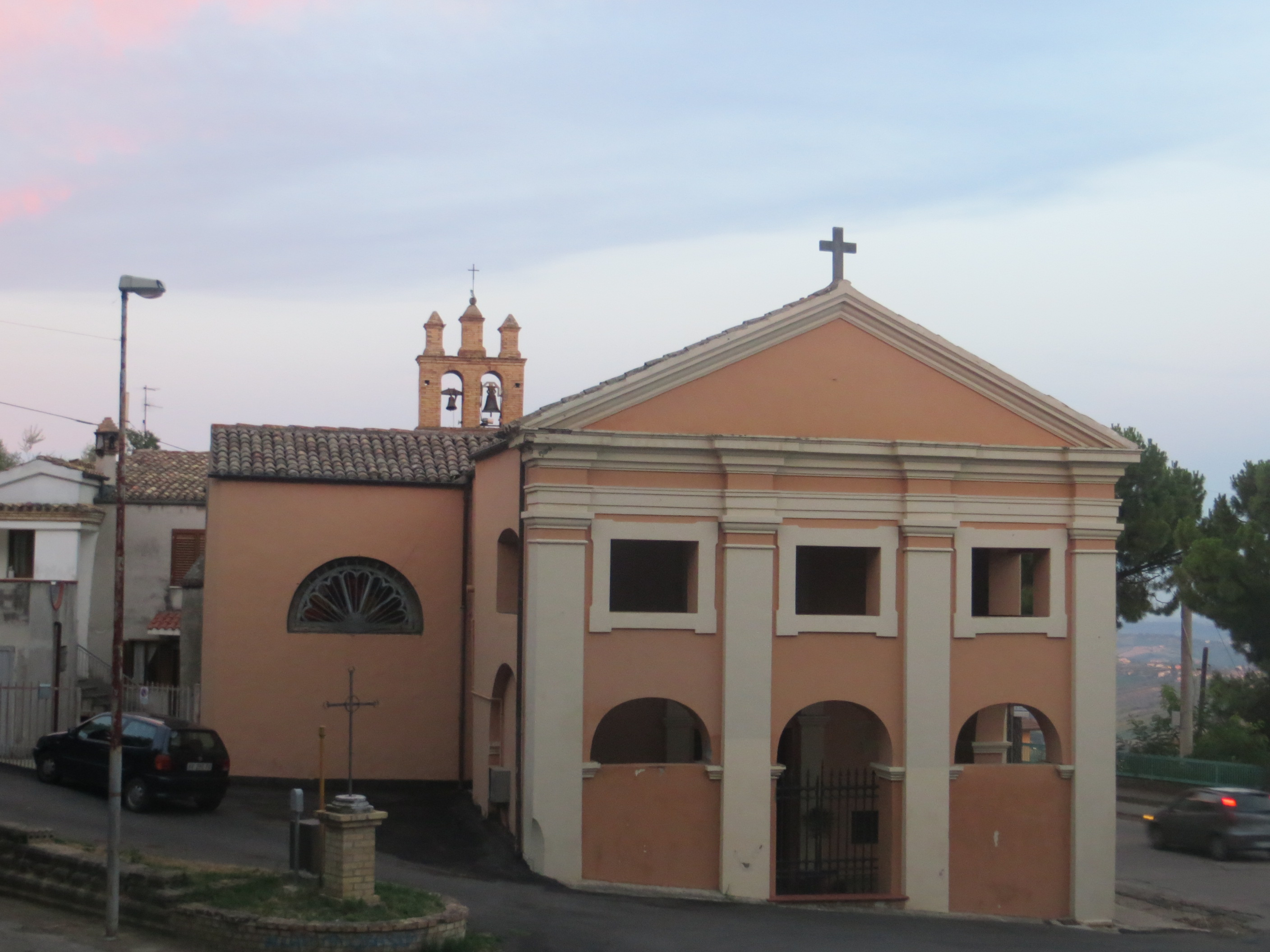
Chiesa di Santa Maria delle Grazie in Cona

#### Altre chiese

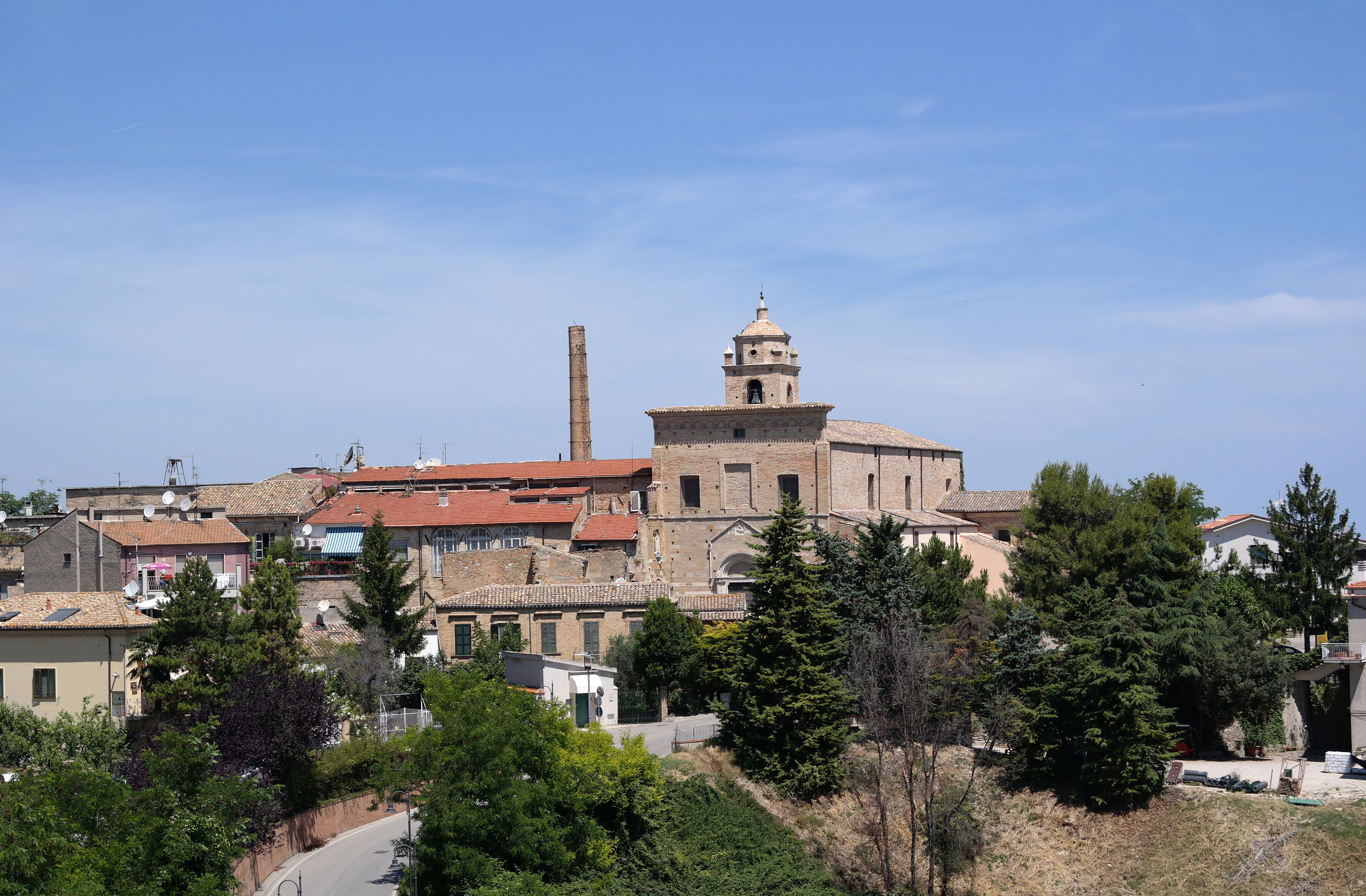
Veduta della chiesa di San Domenico o San Giovanni

- Chiesa di San Giovanni Battista (conosciuta anche come chiesa di San Domenico): sorge nella parte nord, presso Porta San Domenico. Fu edificata insieme al convento dei Domenicani nel 1298-1317, l'edificio originario, edificato sopra una residenza regia dell'imperatore Federico II, conserva di originale il portale gotico e una bifora duecentesca, poi fu fortemente rimaneggiato nei secoli seguenti, soprattutto nel XVI secolo. In facciata, a coronamento piano, si apre un portale in pietra decorata, analogo a quello di Rainaldo d'Atri della concattedrale di Santa Maria Assunta in Piazza Duomo. Il portale è sormontato da un lunettone, che viene arricchito al vertice da una formella con la raffigurazione dell'Agnus Dei, fiancheggiato da due leonesse; al di sopra dell'effigie, è insolitamente raffigurata la Rosa di Sion, simile al sigillo dei Templari. Alla parete posteriore della parete destra, si poggia il tozzo campanile turrito a base quadrata; sulla destra si apre la Porta di San Domenico, che faceva parte della cinta muraria, dotata di doppio fornice, quello esterno ad arco ogivale. All'interno della chiesa, a navata unica, si aprono 8 cappelle con altari, ornate da stucchi barocchi con delle tele, da destra sono di San Liborio, Cappella Brigotti, del Santo Nome di Gesù e Cappella Forcella; da sinistra Cappella Tribuni, cappella De Paulo, quella di San Tommaso d'Aquino e quella dell'Annunciazione. L'organo sulla cantoria della controfacciata è del 1716, il soffitto a volta è ornato dalla Gloria di San Domenico, opera di Giovan Battista Savelli del 1724; che secondo alcuni si ispira alla "Gloria di Sant'Ignazio di Loyola" di Andrea Pozzo, conservata a Roma. L'annesso convento domenicano nel XIX secolo fu trasformato in fabbrica di liquirizia, ma conserva il chiostro porticato.
- Chiesa di Sant'Andrea Apostolo (sconsacrata; sede della Schola Cantorum "A.Pacini");
- Chiesa di San Gabriele dell'Addolorata (nel quartiere Croce Sant'Antonio, nei pressi dell'ospedale civile);
- Chiesa di Santa Maria delle Grazie (in contrada Cona, sulla strada per Silvi e Pescara, ma inglobata nell'espansione moderna);
- Chiesa di Santa Croce (in contrada Crocifisso, sulla strada per Pineto, anch'essa ora parte della città).

### Architetture civili

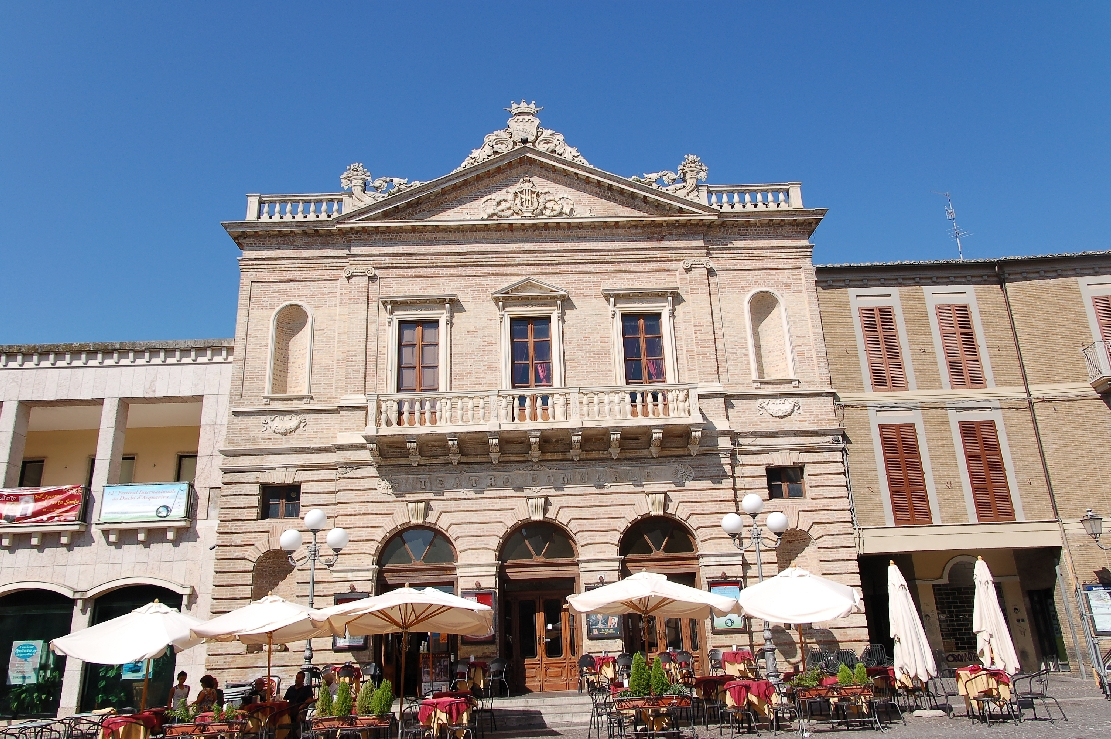
Teatro comunale

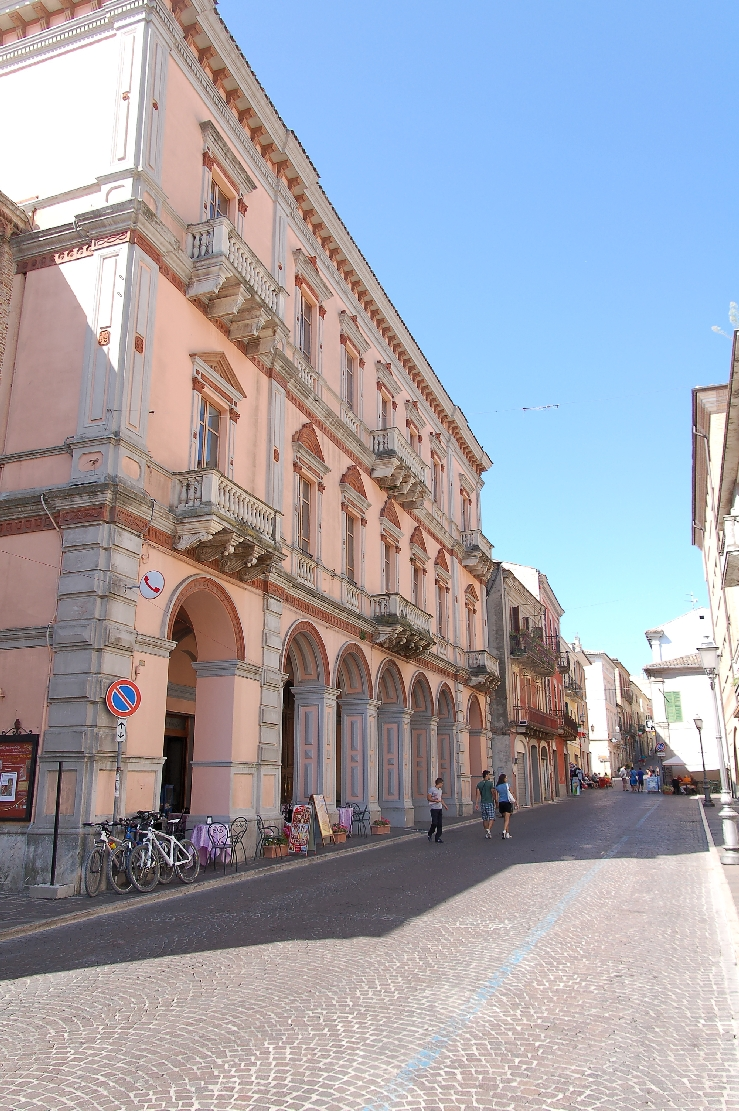
Palazzo Illuminati

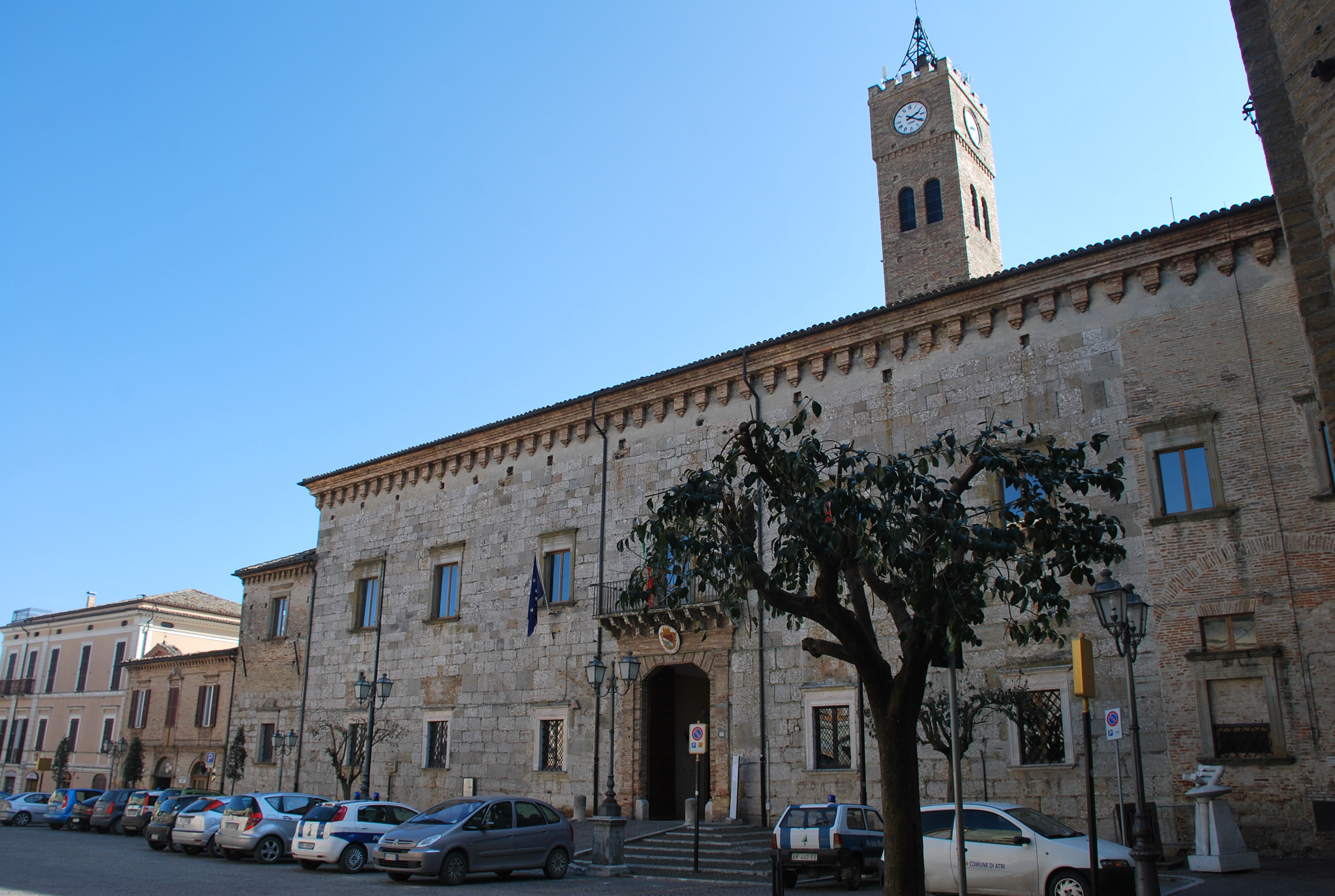
Palazzo ducale degli Acquaviva

#### Palazzo dei Duchi Acquaviva
Noto anche come palazzo ducale, fu costruito nel 1395 e fino al 1760 fu la residenza degli Acquaviva d'Aragona, duchi di Atri. Dal 1917 vi è ospitato il Municipio. Nota per il suo caratteristico torrione medievale, dà nome alla piazza antistante (Piazza Acquaviva, ex Piazza Marconi). Il palazzo sorse su edifici romani, a loro volta rielaborati per il Palazzo del Capitano Regio durante il governo di Federico II (XIII secolo). Riedificato dal Conte Antonio Acquaviva sul finire del Trecento, il palazzo venne ristrutturato nella metà del Cinquecento, e divenne sede municipale nell'Ottocento. La torretta caratteristica è frutto di una ricostruzione del primo Novecento, seguendo lo stile medievale. Il palazzo conserva all'interno conserva qualche copertura a sarcofago, una Natività affrescata del XVI secolo, la pittura è posta all'ingresso della gradinata per i sotterranei, dove pare si trovassero le carceri e la stanza della tortura. Gli stipiti in legno massello delle porte ducali, e quel che resta degli arredi, furono portate via dalle famiglie Sorricchio e Pretaroli, proprietari del palazzo nel XVIII-XIX secolo.
La facciata in grosse e squadrate pietre di travertino, è massiccia e imponente, con finestre che spiccano dal risalto della trabeazione. Il portone di accentuate proporzioni è rialzato da una lieve gradinata, l'imponente struttura fu distrutta nel 1707 dagli austriaci di Carlo III di Borbone, durante le battaglie contro gli Spagnoli per recuperare il Regno. Costoro spogliarono il palazzo degli arredi originari, insieme al Palazzo Ducale di Giulianova, il duca Giovan Girolamo II, che era al comando della guarnigione della fortezza di Pescara, fu privato del titolo di duca di Atri, perse il palazzo e i poteri, esiliato a Roma dove morì nel 1709. Andarono distrutti gli affreschi, trafugate le tele di Tiziano Vecellio, di Paolo Veronese, che finirono in Germania. All'ingresso del portone, si apre un cortile quadrangolare, ornato da un loggiato di ispirazione romanica, come mostrano i poderosi pilastri e la curvatura degli archi, tendenti a tutto sesto. L'effetto del gotico invece appare nei quattro archi acuti e nelle slanciate finestre del primo piano. Il salone ducale di rappresentanza, divenuto in seguito sede del consiglio comunale, era ornato dai ritratti dei duchi, spiccavano le opere di Tiziano, con le immagini delle vicende del ducato. La cappella di ducale di San Liberatore, posta accanto nella piazza, aveva le immagini di 10 papi, 10 cardinali, del beato Rodolfo Martire e del cugino San Luigi Gonzaga. Gli affreschi di Giacomo Farelli che ornavano le sale, con i ritratti dei duchi degli Acquaviva, andarono distrutti nei primi anni del Novecento, per disinteresse della famiglia Pretaroli.
Di interesse nella sala consiliare gli affreschi di F. De Felici (1883) con la Disfida di Barletta, in un'altra sala ci sono affreschi sulla disputa degli Ebrei, Cristiani e Musulmani, con paesaggi dei Balcani e del Bosforo. Si conserva inoltre il ritratto della duchessa Isabella Acquaviva d'Aragona, morta nel 1755, e il tondo di Diana cacciatrice, in stile tardo barocco, affresco che avrebbe ispirato la bottega di Francesco Grue, famiglia di illustri ceramisti della vicina Castelli. Il palazzo conserva, sulla destra dell'entrata principale, le stanze delle scuderie, con volte a crociera, una cisterna romana sotto il chiostro porticato, scoperta per la prima volta nel XVIII secolo da Nicola Sorricchio; tale cisterna alimentava le acque del giardino e dell'abbeveratoio delle scuderie.

#### Il Teatro comunale
Fu progettato nel 1857 dell'ingegnere teramano Nicola Mezucelli. La costruzione iniziò solo nel 1872 sotto la direzione dall'architetto Francesco Consorti. Nel 1879 la volta della platea venne decorata dal pittore napoletano Giustino di Giacomo con un affresco dal titolo “Armonia e melodia” raffigurante la musa Euterpe su un cavallo alato. L'opera, che nell'ambito dei lavori di restauro degli anni ottanta presentava forti lacune, fu oggetto nel 1987 di un restauro-ripristino da parte dell'artista Ireneo Janni. Il teatro, dal tipico impianto neoclassico, con tre ordini di palchi, costituisce un esempio di teatro all'italiana.

#### Altre residenze
- Palazzo di Valforte: imponente edificio situato di fronte al municipio, fu costruito nel XVIII secolo da un ramo cadetto della nobile famiglia Sorricchio, allora divenuta proprietaria delle tenute vinicole di Valforte (nei pressi di Città Sant'Angelo).
- Casa Paolini: elegante edificio rinascimentale, posto quasi di fronte alla chiesa di San Francesco. Perfettamente conservato è il portale, del XVI secolo.
- Albergo Nuovo: edificio in stile liberty costruito nel 1922, in Piazza Francesco Martella. Ospitò per lungo tempo l'unico vero hotel della città.
- Palazzo Vecchioni: grande edificio che occupa tutta Via A.Probi, sul lato destro della chiesa di San Francesco, e l'intero complesso su via Largo M. Forcella, una traversa di Via Ferrante. Costruito alla fine del Seicento, dal XIX secolo in poi fu diviso tra vari proprietari (che in parte ne modificarono l'assetto in base ai propri gusti). Il nucleo più importante del palazzo, completamente affrescato, è di proprietà della famiglia Scalone.
- Palazzo del Municipio: si trova lungo Corso Elio Adriano ed è il palazzo più grande della città (dopo il municipio). Costruito nel 1882, dal 1883 al 1917 ospitò sia la sede comunale che il carcere; quindi, fino al 1987, è stato sede del liceo classico; nel ventunesimo secolo ospita la sede distaccata del tribunale di Teramo. Caratteristica dell'edificio sono i suoi portici.
- Palazzo Mambelli: in Piazza Duomo, fu edificato intorno al 1750 su un preesistente edificio. Della costruzione precedente è ancora rimasto il porticato. Il palazzo si sviluppa per buona parte di Via Card. Cicada, fino a Piazza San Pietro (anche se è diviso tra varie famiglie).
- Casa Illuminati: bella costruzione neogotica, dietro la chiesa di San Nicola. Fu costruita dalla famiglia Illuminati su una precedente casa medievale dei Grue, i noti ceramisti di Castelli.
- Palazzo Arlini: costruzione sobria ed elegante, in Via Ferrante. Appartenuto a questa nobile famiglia lombarda, nonostante le trasformazioni barocche ha conservato quasi del tutto il suo carattere rinascimentale.
- Palazzo Bindi: tutto in mattoni, sito tra Via San Domenico e Via Santa Chiara. È del XVIII secolo, ma l'aspetto attuale risale a rifacimenti dell'inizio del XX secolo.
- Palazzo Guidetti: si trova accanto a Palazzo Bindi. Risale alla fine del Settecento e i soffitti delle stanze sono ornati da delicati affreschi neoclassici con le scene della Divina Commedia.
- Palazzo Cardinal Cicada sec. XVI (sorge sull'omonima via del centro storico)

### Archeologia

#### Le fontane
Sparse nel territorio del comune, sono presenti diverse fontane del secolo X a.C. (come la Canale e la Pila, sulla strada per il mare, la SP 28 per Pineto).

#### Il teatro romano
L'area archeologica è posta in via del Teatro, nei pressi di Palazzo Cicada, sec. III - II a.C. Nell'autunno 1993 sono iniziati gli scavi per riportare alla luce del manufatto, quando il dottor Giovanni Azzena, studente dell'Istituto "Cardinal Cicada", ipotizzò che l'area, per la sua conformazione, potesse celare delle vestigia italiche. Completati gli scavi, il teatro è stato in larga parte riportato alla luce, ha un diametro di 70 metri, può contenere 10 000 persone a sedere, nella zona della cavea si trova, nelle cantine del palazzo Cicada, al suo interno, dove il paramento dell'originale struttura è visibile, lo stato di conservazione risulta ottimo. Al contrario i pavimenti non sono conservati, per un generalizzato abbassamento dei piani delle cantine del palazzo. Le volte parzialmente distrutte per permettere l'innalzamento dei soffitti moderni, erano costruite in calcestruzzo, con setti delimitati da nervature in laterizi tagliati, posti di coltello. Sono venuti alla luce parti dell'antico convento dei Gesuiti, sorto sulle rovine di questo teatro nel XVII secolo, e resti di varie abitazioni; inoltre molti mattoni del teatro presentano la scritta PH, ossia Hatrianus Populus (popolo di Atri, oppure "Hatria").

#### L'antico porto di Atri
Sulla costa antistante Atri, nei pressi della cosiddetta Torre del Cerrano (Pineto), si ipotizza che vi siano nelle acque del mare Adriatico, su un fondale sabbioso tra 5 e 15 metri, le rovine sommerse dell'antico porto di Atri. Ipotetici resti di un molo a forma di "L", opere murarie, lastroni in pietra d'Istria, colonne e vari manufatti. (vai alla voce Antico Porto di Atri); in quel tratto di litorale, si trova un'area marina protetta. Secondo l'opera di Luigi Sorricchio, che ripercorre la storia di Atri nel tempo, le rovine dell'antico porto si troverebbero nei pressi della foce del fiume Vomano precisamente tra Scerne e Roseto degli Abruzzi. Nel 2011 è stato ritrovato un antico mosaico di epoca romana durante dei lavori stradali, nel confinante comune di Roseto degli Abruzzi.

### Fortificazioni
La città di Atri è sempre stata dotata di mura molto solide, fin dai primi secoli della sua storia. Abbiamo notizia di mura ciclopiche nell'epoca pre-romana, e di altre fortificazioni durante il dominio romano. Tra il X e l'XI secolo, quando ci fu un forte calo demografico e la città si era ridotta ad una piccola zona compresa tra il vecchio Foro romano (attuale piazza Acquaviva) e il Duomo, ci fu una nuova murazione.
Nel XIII secolo ci fu la ricostruzione delle mura, su cui si aprivano ben 13 (o 14) porte, spiegabile col fatto che allora Atri era molto più grande di adesso. Ad est, sulle colline di Maralto (cimitero) e Muralto (ospedale) vi erano due fortilizi. Alla fine del XIV secolo il centro storico si ridusse alla conformazione attuale; questo comportò una nuova riedificazione delle mura e la riduzione della porte a sette. Le fortezze di Maralto e Muralto persero importanza e, di contro, sul versante occidentale sorse la nuova Rocca di Capo d'Atri.
Nel 1528, in vista della guerra franco-spagnola, il marchese di Bucchianico e il conte di Maddaloni, per una spese di soli 4000 ducati, ricostruirono e ammodernarono completamente le fortificazioni cittadine: l'importanza militare della città crebbe così ancor più che in passato, visto che, almeno fino al XVIII secolo, chiunque volesse penetrare all'interno del Regno di Napoli doveva prima fronteggiarsi con le fortezze di Civitella, Atri e Pescara.
Purtroppo, tra il XIX e il XX secolo, sono state demolite gran parte delle mura e delle porte, ma fortunatamente una piccola parte è giunta integra a noi.

#### Porta San Domenico

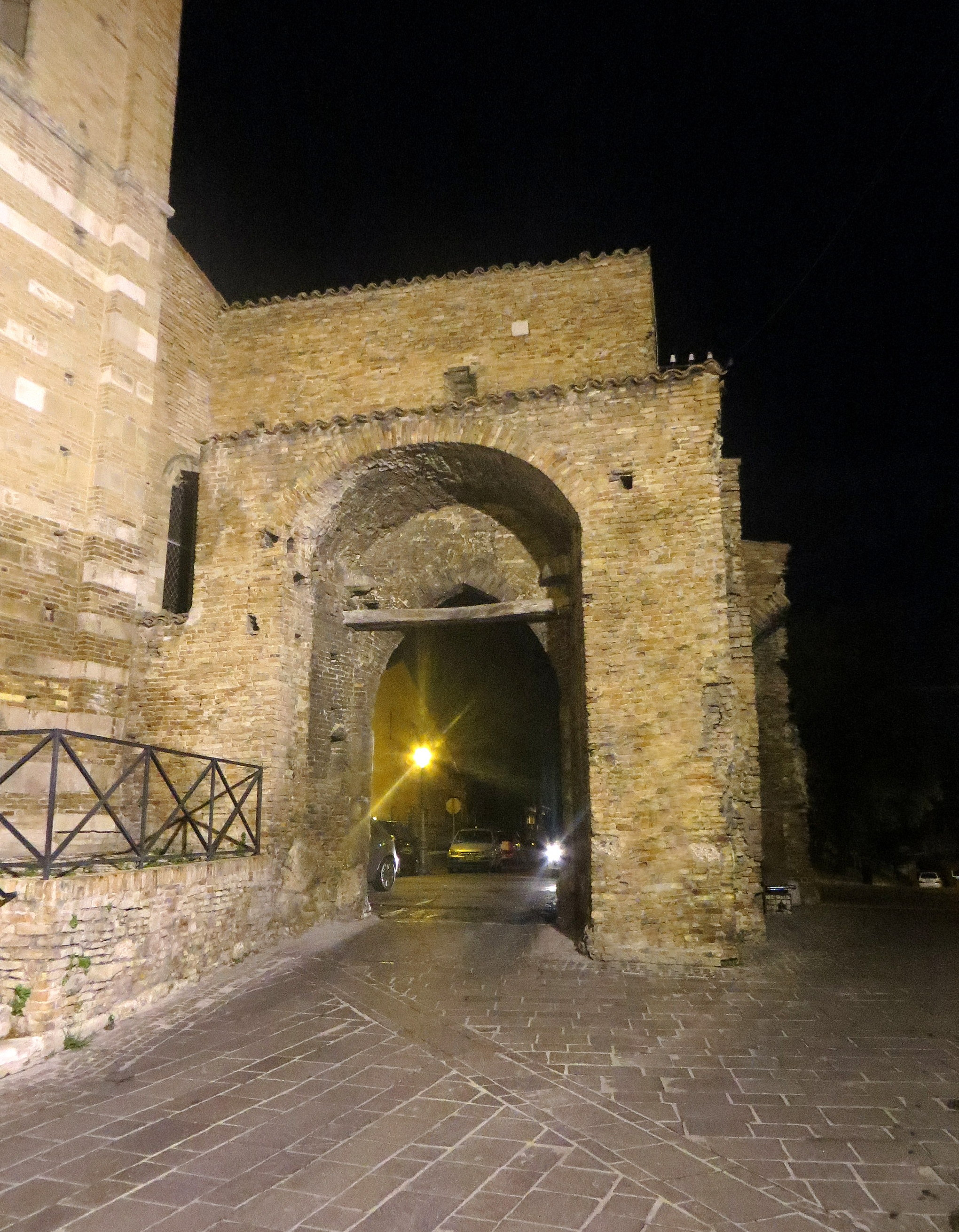
Porta San Domenico

È l'unica delle sette porte cittadine ad essere ancora in piedi e prende nome dalla chiesa di San Giovanni Battista detta di San Domenico, a cui è annessa.
Fu edificata in laterizio tra il 1528 e il 1530 prendendo a modello la porta trecentesca che sorgeva poco più avanti ed era nota come Porta San Giovanni o Porta Orientale: infatti l'arco è a sesto acuto. Dalla vecchia porta vengono anche i grandi conci squadrati della base e lo stemma angioino sulla parte alta; dalla parte interna, verso la città, troviamo un arco con volta a botte e una trave lignea degli inizi del Novecento su cui erano fissati i due pesanti battenti lignei che erano chiusi di notte. Nel XVI secolo, però, la chiusura avveniva con una grata in ferro che veniva scesa dall'alto (si notano due vani in cui erano allocati i tiranti delle corde). Accanto alla porta si notano i resti di un bastione.
Nel XIX secolo questa porta rischiò di essere demolita: nel 1885 il sindaco Antonio Finocchi, che non apprezzava la qualità artistica della porta e spiegava che le sue dimensioni non erano sufficienti a smaltire il traffico di merci durante la festa dell'Assunzione per la fiera boaria che si teneva sull'antistante Piazzale Maralto, propose la sua demolizione. Per tener conto dei malumori che sorgevano anche all'interno del Consiglio, il sindaco incaricò due anni dopo Gaetano Crugnola, capo dell'Ufficio tecnico provinciale, di progettare una nuova porta simile a quella realizzata per Viale Umberto I. La cosa però si portò per le lunghe perché il progetto della nuova porta non arrivava e ciò impediva la demolizione, che gli atriani iniziarono a contestare apertamente.
E infatti nel 1895 gli atriani, quando videro lo scempio compiuto alla medievale Porta Macelli, al cui posto erano state messe due basse colonne di scarsa qualità, non ne vollero sapere di abbattimento e nuova porta e si accalcarono, per protesta, a Porta San Domenico. Infine scadde anche il mandato del Finocchi per cui la porta scampò definitivamente all'abbattimento.

#### Rocca di Capo d'Atri
Si trova all'estremità occidentale della città, in Largo Santo Spirito, e prende nome dal quartiere circostante. La Rocca fu costruita nel 1392. Era un fortilizio molto potente che, oltre a controllare tutte le fortificazioni cittadine, permetteva il controllo di tutto il territorio dal Tordino fino al Pescara; infatti era secondo ad importanza solo a Civitella del Tronto. Riuscì a respingere molti attacchi nemici, ma nel XVIII secolo, cessate le sue funzioni, cadde in rovina. Restaurata, ne rimangono un grande bastione e un pezzo di mura. Sotto il bastione, su quella che era la casa del castellano, è stato costruito nel Settecento un palazzetto signorile.

#### Le mura
Nonostante le gravi distruzioni subite nei tempi passati, rimangono ancora alcuni tratti di mura. Le tracce più consistenti e integre si trovano in Viale Gran Sasso, in prossimità della rocca di Capo d'Atri, dove troviamo tra l'altro tre bastioni e degli archi di rinforzo della collina. Sulla stessa via troviamo un altro breve tratto di mura, molto più basse rispetto ad un tempo, dove sono state aperte delle botteghe artigiane, e ancora, vicino alla Villa Comunale, possiamo riconoscere un bastione semicircolare nella costruzione di una casa.

#### Le mura trecentesche
Come già detto, la ricostruzione del 1528 comportò la distruzione delle precedenti mura, ma un tratto delle fortificazioni medievali rimane ancora lungo Viale del Teatro Romano.
Un tratto molto cadente, coperto da erbacce, si trova al di sotto del mercato coperto e, nonostante lo sporco, si possono notare tre archi di rinforzo a sesto acuto. Poco oltre, all'altezza di Palazzo Cicada e addossato alle strutture del Teatro Romano, si vede un altro tratto caratterizzato dalla presenza di una bassa torre quadrangolare alla cui base si diparte un cunicolo che molto probabilmente comunica con la fontana della Stufa, presente sotto la strada.

#### Bastione della Villa
In via Domenico Tinozzi, sotto il belvedere della Villa, vi sono i resti di un bastione che faceva parte della cerchia muraria duecentesca. Probabilmente aveva accanto la Porta del Poggio e della Vigna, nota anche come di Mutignano perché rivolta verso l'omonimo borgo. Il bastione rimase ancora in funzione almeno fino al XVI secolo quando, proprio nell'area dell'attuale parco pubblico, vi era la residenza vescovile.

#### Fortificazioni altomedievali
Delle mura di cinta del periodo altomedievale non rimane più nulla, anche se possiamo ricostruirne un possibile andamento grazie all'Arco del Comune (XVI secolo) e all'Arco dei Francescani (XIV secolo), che sono stati costruiti sull'area di due porte urbiche.

#### Muraglione delle Clarisse
A cingere l'orto del convento di Santa Chiara, nell'area del Belvedere, vi è un lungo e alto muro che, dalla parte che guarda Viale delle Clarisse, è in laterizio e risale al XV secolo, mentre sul tratto affacciato in Vico Mariocchi è costituito da grandi blocchi squadrati di epoca romana, per cui si presuppone che si tratti di una piccola parte delle fortificazioni della romana Hadria.

#### Mura ciclopiche
Risalenti, sembra, al VI secolo a.C. (per altri sono ancora più antiche), appartengono alla Atri picena e sono costituite da blocchi in pietra di varie dimensioni. Si trovano presso la Fonte della Strega, poco fuori dal centro storico.

#### Porte demolite
Le porte non più esistenti sono:
- quelle del circuito murario duecentesco, tra cui la Porta del Poggio e della Vigna, nota anche, nei documenti cinquecenteschi, come di Mutignano perché rivolta verso l'omonimo borgo, che sarà quella a durare più a lungo venendo demolita solo nel 1570;
- la Porta dei Cappuccini, poi Porta Umberto I (1885 circa), distrutta nel 1944;
- la Porta Macelli, trecentesca, demolita nel 1895;
- la Porta di Capo d'Atri (1392), abbattuta negli anni sessanta;
- la Porta della Stufa, o di San Pietro, tardo-trecentesca, scomparsa verso il 1850;
- le porte di Muralto e di Panice, quattrocentesche, demolite in epoca imprecisata.

### Aree naturali

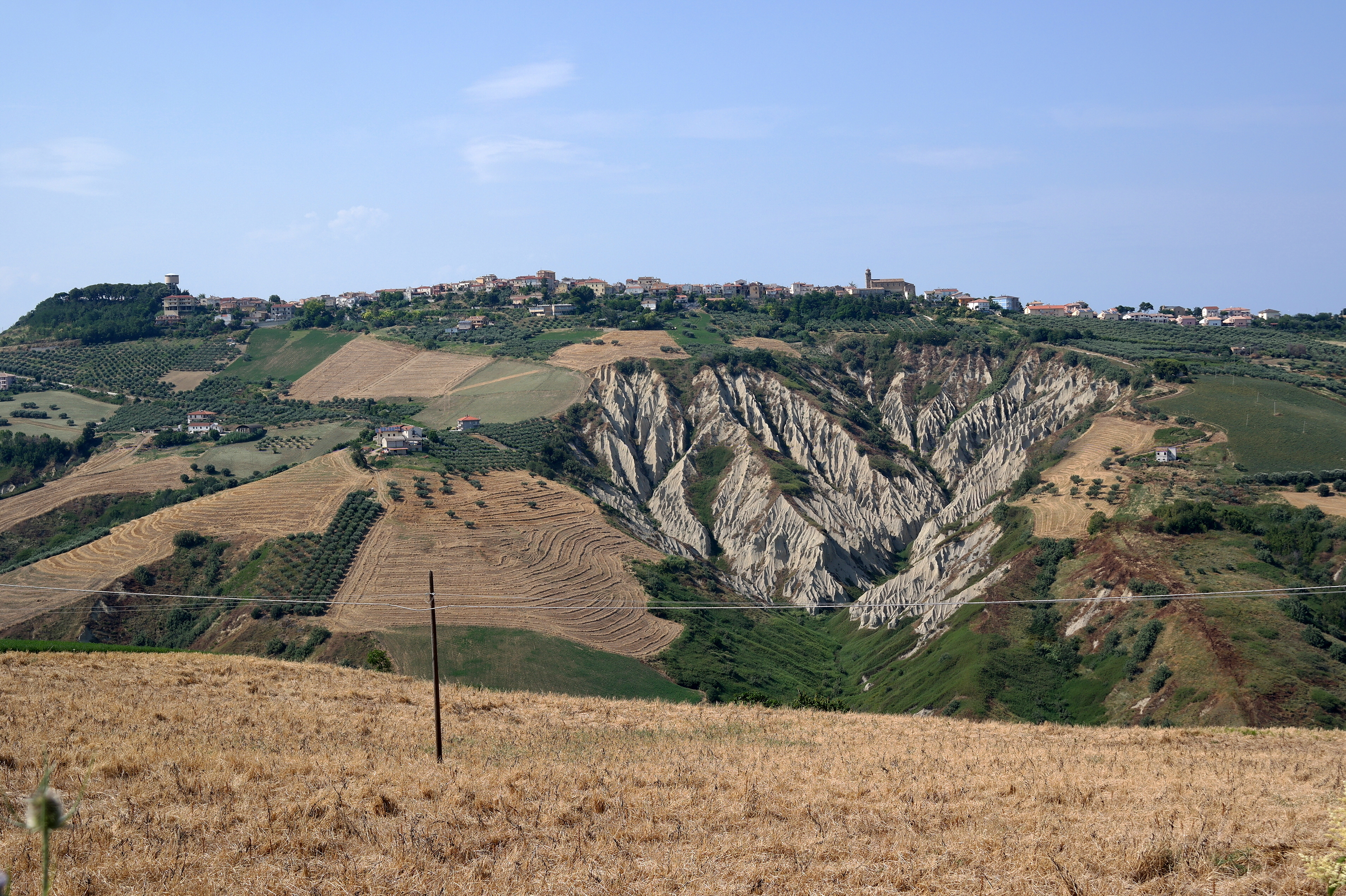
I calanchi di Atri

- Villa Comunale dei Cappuccini sec. XVI (splendido parco cittadino con belvedere adriatico)
- Riserva naturale guidata Calanchi di Atri (oasi WWF alle porte del centro storico)
- Le grotte (parte di un sistema idrico di antichissima ed incerta origine)
- Belvedere mare-monti di viale Vomano con sculture in pietra, frutto di simposi di scultura
- Parco Sorricchio (antico polmone verde collegato al giardino di Palazzo Ducale, chiuso)

### Monumenti storici scomparsi[17]
Tra XIX e XX secolo molti edifici, in genere palazzi e chiese, andarono distrutti, altri scomparvero a causa dell'incuria dell'uomo, anche se di tutti quei monumenti distrutti dopo il 1870 ci è rimasta la documentazione fotografica.
Nonostante ciò, l'armonia del centro storico di Atri non è stata spezzata.
- Chiesa di San Leonardo e convento dei Cappuccini: sorgevano all'ingresso della Villa Comunale. La chiesa di San Leonardo fu costruita tra il 1569 e il 1570 allorquando i Cappuccini arrivarono ad Atri e chiesero una dimora stabile. Fu poi ristrutturata in stile neoclassico tra la fine del Settecento e i primi dell'Ottocento. Salvatosi dalle soppressioni napoleoniche, il convento fu comunque soppresso successivamente, nel 1866, anche perché vi erano rimasti solo quattro frati; l'edificio divenne quindi, all'inizio del XX secolo, sede di una casa di riposo. La chiesa invece continuò le sue funzioni fin quando fu demolita, assieme all'ex convento, nel 1961, opportunamente salvando tutte le opere d'arte mobili (statue, quadri, arredi lignei.) che si ammirano nel Museo Capitolare. La demolizione permise un ulteriore ampliamento della Villa sull'area della chiesa e dell'orto dei frati, mentre pochi anni dopo, sul perimetro del convento, fu costruito l'Hotel du Parc.
- Cancello della villa: si trovava accanto alla chiesa di San Leonardo e fin dal 1928 segnava l'ingresso alla Villa Comunale. Nelle linee riprendeva lo stile della Porta Umberto I che si trovava dall'altra parte del viale. Fu distrutta da una bomba nel 1944.

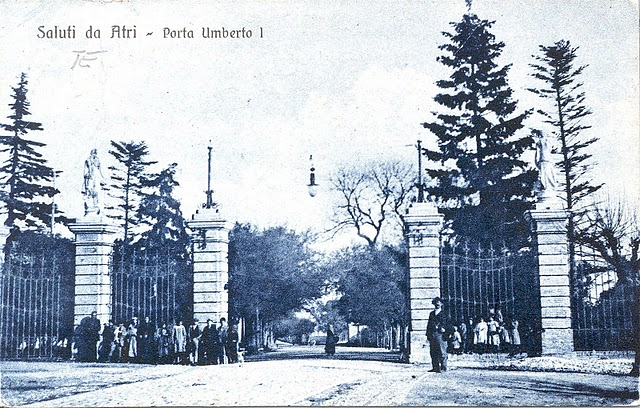
Porta Umberto I negli anni trenta.

- Porta Umberto I: apriva la passeggiata alberata di Viale Umberto I ed era stata costruita verso il 1885 dal sindaco Antonio Finocchi che fece abbattere la medievale Porta dei Cappuccini per dare alla zona centrale della città un accesso più grande e monumentale, dedicato al re Umberto I. La porta era composta da otto colonne in laterizio, quattro per lato, di cui le due centrali, che determinavano la vera e propria porta, presentavano artistici lampioni, mentre le altre statue femminili raffiguranti le allegorie delle quattro stagioni: il tutto completato da un'artistica cancellata in ferro battuto. Fu distrutta da una bomba nel 1944, anche se le due colonne centrali, senza lampioni, rimasero per tutti gli anni cinquanta.
- Arco di Monsignore: era un imponente cavalcavia, in Via Roma (attuale Via De Litio, che permetteva un comodo collegamento tra il Duomo e il Palazzo Vescovile, passando per la chiesa di Santa Reparata. tant'è vero che il Vescovo, spesso, non si recava in processione in Cattedrale ma passava direttamente da qui. Nella parte bassa vi si apriva un arco per il passaggio dei pedoni e dei veicoli. Fu costruito verso il 1595 dal duca Alberto Acquaviva d'Aragona per celebrare i festeggiamenti di Santa Reparata. Il Vescovo Bufalini, nel Settecento, vi fece fare alcuni lavori; nel corso dei secoli, sulla parte retrostante, vi si addossarono varie case. L'arco di Monsignore fu demolito nel 1935, dopo un lungo carteggio tra il sindaco e il Vescovo, perché considerato d'intralcio alla viabilità.
- Porta Macelli: si trovava in fondo alla discesa nota come Via Macelli, a pochi passi dalla chiesa di Sant'Agostino. Come possiamo vedere dalla foto scattata poco prima della demolizione, aveva un arco a tutto sesto chiuso da battenti lignei e su cui erano collocati due capitelli con visi umani e una chiave di volta raffigurante un putto; il fronte esterno era adornato dagli stemmi della città e degli Acquaviva e dalla statuetta medievale di Santa Reparata, che sono le uniche cose salvatesi della porta (gli stemmi sono al Municipio, mentre la statuetta fu collocata sul portale della chiesa di santa Reparata). Il suo nome originario era Porta dell'Ancellaria (e con tale nome è ancora ricordata la fontana sita nelle immediate vicinanze, sotto l'attuale distributore di benzina) e fu costruita nel 1252; alla metà del XIV secolo, con la nuova murazione, la porta fu ricostruita nel sito dove si è trovata fino alla demolizione. Nel XVI secolo abbiamo notizia di un intervento di restauro e la porta viene chiamata Macelli, segno che il nome popolare, derivante dalla presenza del mattatoio (macello) presenta in Via Ricciconti fino all'inizio del XX secolo, aveva finito per prevalere. Ricostruita nei primi anni del XIX secolo (peraltro ricalcando fedelmente la porta medievale), la porta fu abbattuta, tra le accese proteste della popolazione, nel 1895 per ordine del sindaco Finocchi, che voleva allargare questo tratto di strada. Per accontentare gli atriani (che già avevano ottenuto lo stacco della statua della patrona), il Finocchi fece erigere due basse colonne di cemento, di scarsa qualità, su cui pochi anni dopo furono posti due leoni in pietra. Anche questa fu smantellata, verso il 1950 e i leoni adornano la fontana della Villa Comunale. Ancora adesso gli atriani, riferendosi alla zona tra le vie Macelli, Cherubini e Ricciconti, parlano di Porta Macelli.
- Porta di Capo d'Atri: fu eretta alla fine del XIV secolo in contemporanea con l'annessa Rocca di Capo d'Atri. Era la più importante e imponente della città, tant'è che da qui facevano il loro ingresso i personaggi che venivano in visita solenne ad Atri. Si differenziava da tutte le altre porte perché non era costituita da un arco, ma da un'apertura tra le mura, che però erano state adornate nel tratto prossimo all'accesso urbico da colonne e nicchie. Fu demolita alla fine degli anni sessanta.
- Chiesa di San Pietro delle Cistercensi: il grande complesso conventuale delle monache cistercensi, affacciato su Via cardinale Cicada e buona parte di Via San Pietro (odierna Via dei Musei), non lontano dal duomo, fu fondato nel 1312. Il convento accolse sempre monache provenienti dalle famiglie più in vista di Atri e per tutta la sua esistenza fu noto per la poca religione e la dissolutezza che correvano tra le suore di un monastero così ricco, tant'è vero che nel 1421 il vescovo Gozzadini lo fece chiudere, anche se il successore, Giovanni da Palena, lo riaprì. Soppresso nel 1866, mentre la chiesa continuò ad essere officiata, nell'ex convento fu aperta la fabbrica del cosiddetto saponetto di Atri, che però durò poco. Tra il 1957 e il 1958 chiesa e convento furono demoliti, anche in questo caso spostando tutte le opere d'arte nel museo capitolare. Fu aperta così Piazza San Pietro, su cui si affacciano edifici occupanti tutti l'area dell'antico complesso: l'Ufficio Postale, l'ex cinema (abbandonato), mentre il museo etnografico occupa una piccola porzione del convento rimasta in piedi.
- Chiesa di Sant'Antonio a li Cappuccinn: dedicata a Sant'Antonio abate, la piccola chiesa si trovava dietro al duomo, accanto all'attuale Palazzo Tascini (Museo Archeologico). Il palazzo stesso era anticamente un convento, come testimonia ancora il cortile che ricalca l'antico chiostro, anche se nei documenti non si trova nessuna menzione. Nella seconda metà del XVI secolo il piccolo cenobio doveva essere in abbandono e fu restaurato per potervi ospitare, temporaneamente, i Cappuccini, nell'attesa che il convento di San Leonardo fosse completato. Da allora la proprietà della cappella di Sant'Antonio abate rimase a quell'ordine, cosa che determinò anche il nome popolare a li Cappuccinn (ai Cappuccini). Agli inizi del XIX secolo le truppe napoleoniche devastarono l'edificio, che fu adibito a stalla, togliendolo ai Cappuccini. I danni riportati furono così gravi che intorno al 1850 se ne decise l'abbattimento, permettendo così anche l'allargamento di quella che è chiamata Via dei Musei. L'edificio conventuale, invece, diventò palazzo privato.
- Porta della Stufa: nota anche come di San Pietro, essendo vicina all'omonima chiesa, era stata costruita alla fine del XIV secolo; la sua posizione è ancora discussa tra due punti comunque vicini tra loro: al di sopra del largo dove fu poi scoperto il Teatro romano, oppure la discesa di Via dei Cistercensi. Fu abbattuta a metà Ottocento.

Il nome deriva dal fatto che, nella valletta antistante (chiamata dell'Ascensione, ma anche la Stufa), vi era una specie di discarica, che in dialetto atriano (parola ormai quasi dimenticata) viene indicata con tale nome.

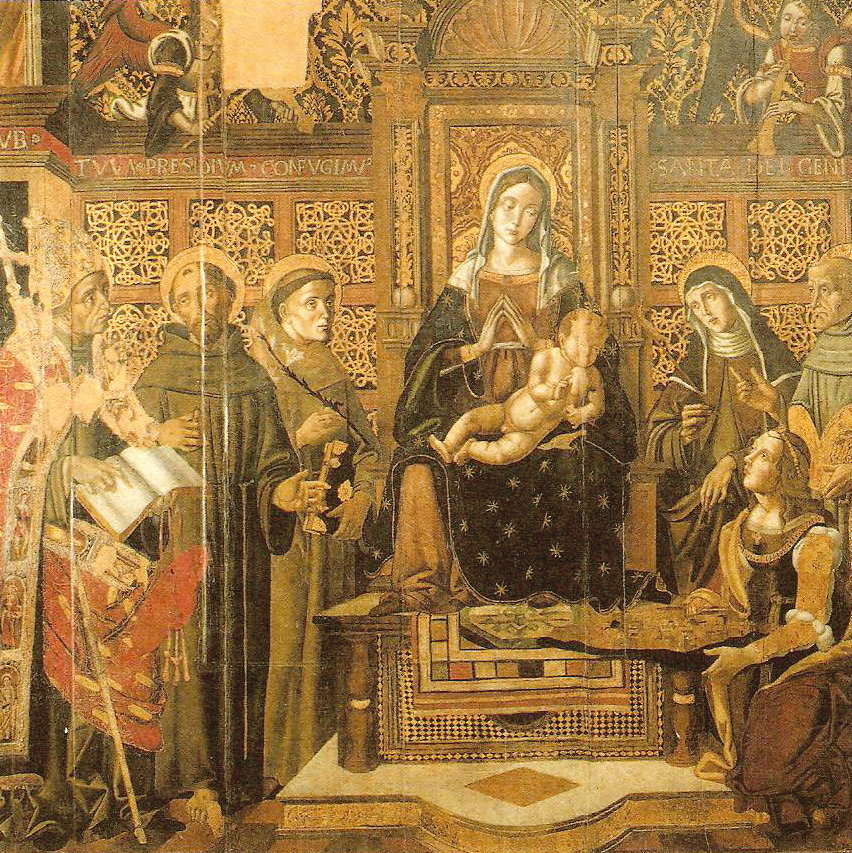
Madonna in trono e santi, tela di Antonio Solario nel Museo Capitolare, fino al 1833 nella chiesa di Sant'Antonio di Padova.

- Chiesa di Sant'Antonio di Padova e convento degli Osservanti: furono costruiti nel 1450, sotto spinta del vescovo Giovanni da Palena, sulla collina di Muralto, che da allora iniziò ad essere chiamata anche di S.Antonio. Il cenobio, che era dotato di una grande farmacia, su soppresso la sera del 17 settembre 1809 e la sua proprietà passò al Comune; la chiesa fu sconsacrata. Tutto il complesso cadde in uno stato di totale abbandono (nel 1866 era ridotto ad un rudere) e infatti nel 1833 l'Amministrazione comunale provvide a togliere dalla chiesa tutte le opere d'arte mobili (ad Atri sono rimasti solo il portale, collocato nella chiesa del Santo Spirito, e la pala d'altare nel museo capitolare); sull'area dell'ex convento, di cui non è rimasto più nulla, è stato costruito l'Ospedale "San Liberatore", e il nome della chiesa viene perpetuato dal moderno quartiere circostante sviluppatosi nel secondo dopoguerra.
- Croce di Sant'Antonio: si trovava dove è il parcheggio dell'ospedale (anticamente occupato dal convento degli Osservanti) e fu eretta lì nel XVIII secolo. Era un'edicola sacra, da dove sgorgava un piccolo getto d'acqua, ed era costituita da un alto basamento con una croce di ferro e al centro l'immagine di Sant'Antonio da Padova. Attorno alla croce di Sant'Antonio ruotavano molte leggende di fatti miracolosi. Scomparve durante la realizzazione del parcheggio negli anni cinquanta.
- Chiesa di Sant'Ilario: si trovava nei pressi dell'ospedale, lungo una strada di campagna che si diparte da Viale Aldo Moro. Dava nome all'omonima fonte tuttora rimasta e una via porta il suo nome. Eretta nel XIII secolo, già nel XV secolo se ne segnalava lo stato di abbandono. Nel Settecento furono abbattuti il campanile e il tetto. Nei primi anni del XX secolo tra i muri cadenti si potevano ancora scorgere pezzi di affreschi; sono visibili solo alcuni resti.

### Monumenti scomparsi prima dell'Ottocento
Si devono segnalare inoltre alcuni edifici demoliti prima delle più grandi distruzioni ottocentesche che, sebbene possano essere riuniti nell'insieme delle grandi trasformazioni subite in genere dai centri storici fino al XVIII secolo, hanno comunque avuto parte importante se sono segnalati più volte dai documenti cittadini.
- Porta del Poggio e della Vigna, detta di Mutignano, parte delle mura del XIII secolo e demolita nel 1570 per la costruzione della Villa Comunale;
- numerose chiese, tra cui: San Biagio (XVI secolo), dietro la chiesa di Sant'Agostino, distrutta dal sisma del 1690; Santa Reparata ai Macelli e Santa Reparata sotto la torre, due chiese vicine ma situata una dentro la città e l'altra fuori dalle mura, distrutte ad un secolo di distanza tra di loro (1709-1809); le contigue Santa Caterina e San Giacomo alle Ripe, oltre la Rocca di Capo d'Atri, probabilmente sul bivio per Treciminiere; San Savino, piccola cappella situata forse vicino alla Rocca di Capo d'Atri, la cui proprietà fu contesa tra numerosi ordini religiosi e famiglie private, demolita quindi nel XVII secolo; Santo Stefano, con il convento dei Celestini, costruita nel XV secolo e demolita nel secolo successivo per far posto al palazzo dei Ricciconti; Santa Maria e San Leonardo, piccolo edificio situato poco oltre il cimitero e convertito verso il 1790 in abitazione, di cui ancora si può riconoscere la struttura esterna con cupolino[18]; l'Addolorata, più che una cappella un vero e proprio sacello stradale contenente solo l'immagine della Vergine, situato all'ingresso del piazzale del cimitero e distrutto nel 1933[19].

### Monumenti e opere d'arte del '900

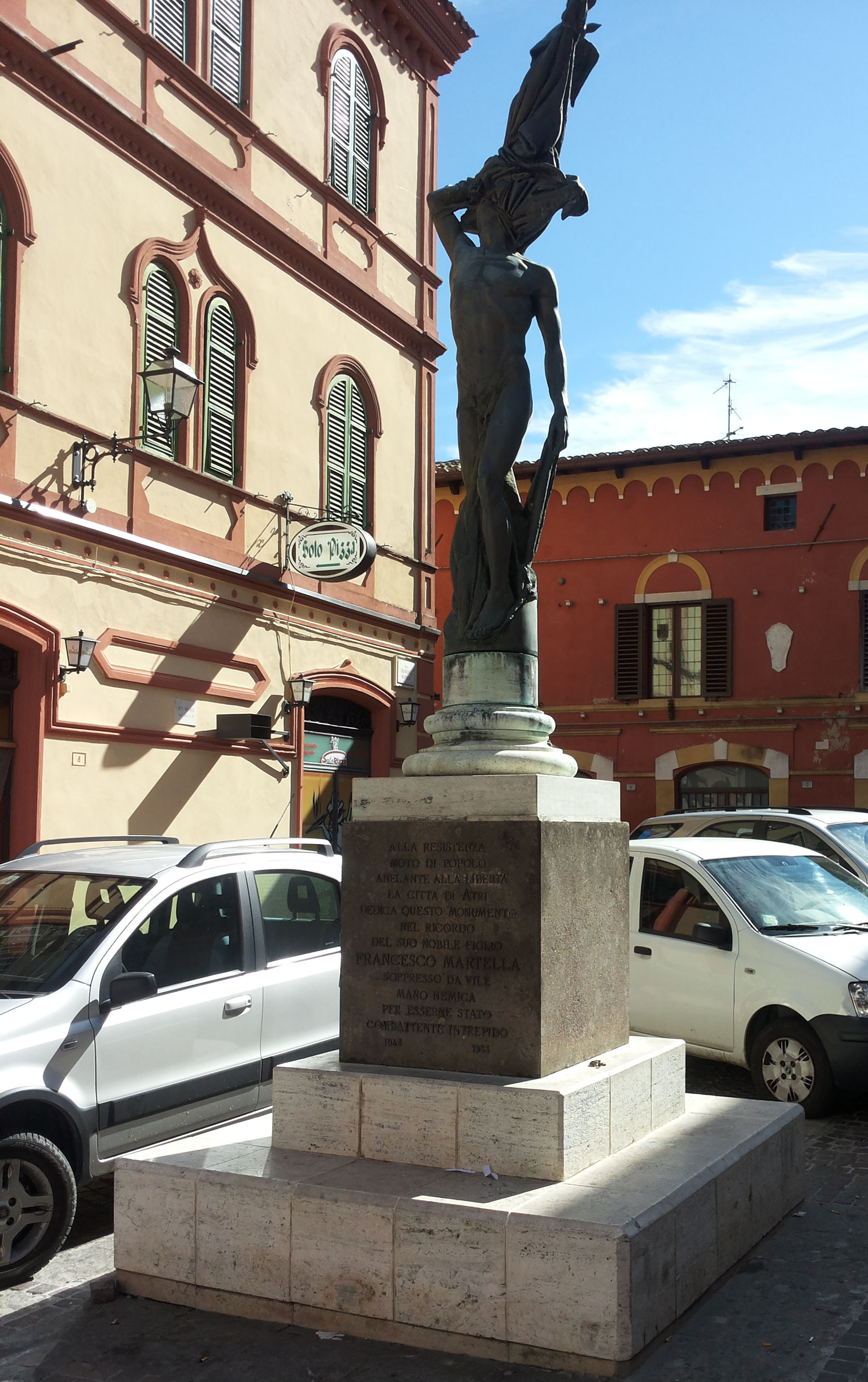
Monumento alla Resistenza in P.zza F. Martella, opera di Ireneo Janni, 1983.

Tra i monumenti del ‘900 si ricorda la scultura in bronzo Monumento alla Resistenza, dedicata al partigiano Francesco Martella, assassinato dai fascisti il 17 novembre del 1943, posta nell'omonima piazza in occasione del quarantesimo anniversario della morte nel 1983. La scultura in bronzo, di 3 m di altezza, è opera dell'artista atriano Ireneo Janni. La città ospita in più luoghi, e in particolare nel Belvedere Vomano, numerose sculture realizzate nell'ambito del 1° Simposio Internazionale di Scultura in marmo del 1993 e del 2°Simposio Internazionale di Scultura in pietra bianca della Maiella del 1995, a cura di Ireneo Janni e Giorgio di Genova. Si ricordano oltre alle opere dei due vincitori, Toshihiko Minamoto e Lim Won Haeng, tra gli altri Paul Alexandre Bourieau, Mariassunta Carini, Aziz Fuad Alì, Leonardo Cumbo, Pilar Aldana Mendez, Raven van Enckevort.

## Società

### Evoluzione demografica
Abitanti censiti

### Etnie e minoranze straniere
Nel 2016 la popolazione straniera residente ad Atri risulta essere il 4% del totale. La comunità più numerosa è quella rumena (1,2% del totale della popolazione residente); seguono, tra le più consistenti, quella albanese (0,5%), quella macedone (0,34%).

### Lingue e dialetti
Il dialetto atriano appartiene alla famiglia dialettale abruzzese orientale-adriatica, e in particolare rientra nel sottogruppo centro-settentrionale teramano, il quale cioè comprende quasi tutte le parlate della provincia, eccezion fatta per la Val Vibrata.
È obbligatorio premettere che sul territorio comunale di Atri, anche così come è perimetrato, il dialetto in uso solo per comodità è definibile come “atriano”, perché nella realtà invece ci sono tantissime varianti tra il capoluogo e le diverse frazioni e contrade specie nella pronuncia, nell’impianto fonetico e nella cadenza. Tali fenomeni sono dovuti molto probabilmente alla scarsa coesione territoriale, poiché le frazioni verso il Vomano, come S. Margherita, Casoli, Fontanelle, hanno da sempre patito una difficoltà di comunicazione con il capoluogo: questi disagi permangono tuttora, ed è facile comprendere, dunque, come quelle popolazioni abbiano sempre vissuto uno scollamento con il capoluogo che non è solo politico e culturale, ma anche linguistico.
Per Casolani e Fontanellesi infatti è molto più facile avere rapporti con Roseto, specialmente per le generazioni più giovani, il cui accento e pronuncia hanno molti punti di contatto con il dialetto rosetano piuttosto che con l’atriano. Stesse considerazioni e conseguenze valgono per il territorio a sud del “trimontium”: in particolare l’area delle Tre Ciminiere ha da sempre sviluppato maggiori rapporti con Silvi e la vicina costa è sempre più attratta nell’orbita gravitazionale dell’area metropolitana pescarese.
Ad esempio “il pane” ad Atri si dice lu pàn, mentre a Fontanelle lu pàen; “il sole” ad Atri lu sàel, a Fontanelle lu sòl, mentre a Casoli diventa lu sal; Tu ad Atri té, a Fontanelle t' e a Casoli tu. Se poi si attraversa il confine comunale sul Vomano, “li Uman’sc”’ come dicono a Fontanelle o “li Uman’s”’ come dicono ad Atri, si nota che hanno tutta un’altra pronuncia.
Possono essere ora passate in rassegna le vocali, esaminando la particolare pronuncia che esse assumono nel dialetto atriano più antico ed incontaminato, ormai vivo solo sulla bocca dei parlanti più anziani:
- La a vocale “a” in realtà non presenta grandi difficoltà. È quasi sempre “a” con leggere sfumature di sonorità, ma non si trasforma mai in suoni irrepetibili. Ad esempio “lu mar”’, “l’ alm”’ (il mare, l’anima);
- la vocale “o” molto spesso nel mezzo della parola assume, come pure la “e”, il suono “ae” cosiddetto ash. È di non facile pronuncia: occorre una media elevazione della lingua, ammassandola verso la parte posteriore del palato, con ampio angolo mascellare. È un suono combinato di “a” e “e”. Ad esempio: “l’amàer"(l’amore);
- la vocale “e” in finale di parola è sempre muta, al pari di tutte le altre vocali. In posizione interconsonantica assume anch’essa spesso il suono ash, come la “o”. Ad esempio: “hé lu vàer”’ (è vero; mentre nel dialetto “colto” si direbbe “hé lu ver”’;
- la vocale “i” nel mezzo della parola spesso è muta. Ad esempio “lu f’j”’ (il figlio), “p’j’ quàess”’ (prendi questo) che in dialetto alto borghese diventerebbero rispettivamente, “lu fij”’ e “pij’ quess”.
Ecco invece una panoramica sulle consonanti:
- la “g” quando è velare, spesso diventa aspirata (la hatt’ – la hobb’ – la gatta, la gobba); il digramma “gli” si trasforma sempre in i , come in “lu g’j”’ il giglio, “lu ‘mbruj”’ l’imbroglio, “lu cun’j”’ il coniglio;
- la “t” da sorda si sonorizza spesso nella corrispondente “d”, come in “'Ndonij”’ Antonio. La “t” a volte cambia suono e si raddoppia in “nn”, come in “quann”’, quando. Se non si riscontra un’alta frequenza di aferesi, ) molto praticato invece il troncamente, come in “Giuvà, Fiumé” Giovanni, Filomena.
Relativamente ai verbi, nella terza persona singolare del passato remoto, si è usato moltissimo fino a non molti anni fa - non solo ad Atri ma in pressoché tutto il medio-basso teramano - l’aggiunta di “ZZ”. Ad esempio: “iozz” andò, “parlozz” parlò, “partozz” parti, “sciozz” uscì, “vulozz” volle.
Ad atri è riscontrabile la presenza di due dialetti; uno popolare ed un altro più “colto”.
Quello popolare, è stato ed è tuttora almeno in parte usato prevalentemente, se non esclusivamente, da contadini, artigiani, braccianti, manovali. Una lingua d’uso che si è conservata per secoli, con poche naturali modifiche. Una lingua sostanzialmente esente da influssi letterari e da contaminazioni culturali, perché, per secoli, ai ceti popolari è stata negata una alfabetizzazione culturale, strutturata e finalizzata. Quando infatti i ceti popolari si dovevano rivolgere a esponenti dei ceti sociali superiori, all’alta borghesia, alla nobiltà, ai possidenti, ai dottori, insomma a coloro che erano identificati come “li signèr”’, ricorrevano a modalità espressive e a un vocabolario un po’ più gentili, aggraziati, acculturati.
Molti vocaboli “atriani” in particolare quelli popolari, sono ormai del tutto desueti, inutilizzati e a molti sconosciuti; sono perciò entrati a far parte dell’archeologia linguistica vocaboli come:
li varesc’l’ – per dire le onde del mare
li sgràej’ – le penne (pasta)
lu risc’dàenz’ – spuntino
lu ‘ndruvatàer’ – crivello grande
lu jacqu’l’ – piccola fune con un anello in ferro
lu sc’dijen’ – prima colazione
li sc’trangajaen’ – piccole protuberanze sulla pelle
lu sc’tupell’ – cestino di paglia per attingere farina
lu candàen’ – l’angolo
A fianco, o meglio al di sopra, del dialetto popolare c’era quello dell’alta borghesia e di chi si sforzava di imitarne i modi e i vezzi. Era certamente un dialetto costruito, artefatto, inventato. Molto aggraziato e raffinato, cantilenante, scevro dalle durezze e depurato dalle “sguaiatezze” del dialetto popolare. Una lingua prodotta probabilmente dall’affettazione e da esigenze sociali, culturali. Un dialetto scaturito anche dalla necessità di servirsi di un mezzo di comunicazione più forbito nelle relazioni con loro pari. Si tratta perciò di un dialetto tutto interno alle classi dominanti, e dunque minoritario, che però è stato quello utilizzato da molti, se non da tutti, quando si è trattato di scrivere di cose dialettali.

### Tradizioni e folclore

#### I Faugni (li Faégnë)
Ogni anno, all'alba dell'8 dicembre, ad Atri si ripete l'antichissima tradizione popolare dei faugni (dal latino "fauni ignis", cioè fuoco di Fauno). Essa nasce dalla fusione di una consuetudine pagana e contadina. Un tempo, nelle campagne attorno ad Atri, i contadini accendevano dei fuochi, a fini propiziatori prima del solstizio d'inverno, in onore di Fauno, divinità pagana associata alla fertilità della terra. Da questo magico rito deriva appunto la tradizione dei faugni, che consiste nell'accendere e portare in processione per la città, all'alba dell'8 dicembre, alti fasci di canne legati da lacci vegetali.
La sera del 7 dicembre il parroco della concattedrale benedice il falò che servirà all'accensione dei Faugni all'alba del giorno dopo. Il giro dei faugni all'alba dell'8 dicembre per vie e piazze del centro storico di Atri termina nella piazza del Duomo, dove i fasci di canne ardenti formano un grande falò. Il corteo è molto festoso, accompagnato dalla banda e dai ragazzi che cantano pieni di allegria, e vede procedere i Faugni (che a volte possono arrivare anche a 100) per le strade della città, che diventano "fiumi" di fuoco.
Nei secoli l'originario rito pagano s'è mescolato a quello della festa cattolica per l'Immacolata Concezione di Maria, per cui la processione dei fuochi e il grande falò davanti alla concattedrale sono seguiti dalla celebrazione della messa mattutina in onore della Madonna. Tra le 18:00 e le 19:00 c'è la processione con la statua dell'Immacolata, statua vestita della Madonna del 1800 issata su un baldacchino dello stesso periodo (l'altezza della statua può essere di 2 m) Nella sera dell'8 dicembre, infine, dopo la processione il tutto si conclude con l'accensione di due pupe, fantocci dalle fattezze femminili che vengono animati da due persone che si nascondono nell'interno cavo dei fantocci. Le pupe danzano al suono della musica della banda e si accendono di fuochi pirotecnici.
Dopo questo spettacolo pirotecnico, diffuso in tutto l'Abruzzo ma che ad Atri assume una forma particolare per la presenza di due pupe e non una, ce n'è un altro, da terra, lanciati da particolari macchinari in legno che rischiarano il cielo notturno del giorno dell'Immacolata e danno appuntamento all'anno prossimo. Dal 2006, alla festa dei Faugni si è correlata una notte bianca, con l'apertura notturna di tutti i bar, locali, pub e anche musei e alcune chiese. Vi possono essere anche concerti, come è accaduto nell'edizione 2008.
Ogni anno la manifestazione richiama una gran quantità di pubblico.

#### Santa Reparata di Cesarea di Palestina
(Lunedì in Albis) I festeggiamenti, una volta molto più grandi, onorano la patrona santa Reparata.
Il clou avviene il pomeriggio del lunedì, quando la processione muove dalla concattedrale, accompagnata dalla banda per portare il busto argenteo della Santa (1608, fratelli Ronci), per le vie cittadine. A mezzanotte gli stupendi fuochi artificiali.

#### Santa Rita da Cascia
(19-20-21-22 maggio) È una festa molto sentita dalla popolazione, anche perché la santa avrebbe fatto molto miracoli agli atriani affetti da malattie molto gravi.
Il 22, nella piccola chiesa di santo Spirito, vi è un grande via vai di gente per salutare la santa, posta in un grande baldacchino dorato.
Vi è la messa cantata, la benedizione delle rose, in sacrestia si danno dei petali benedetti e i preziosi ex voto.
Alle 19.00, i confratelli dell'Annunziata trasportano il simulacro per le vie cittadine piene di luminarie, accompagnati da tre bande.
Durante la processione le strade diventano fiumi di petali di rose lanciati dai fedeli dai balconi.
Ogni anno vi sono spettacoli musicali, bandistici e teatrali.

#### Madonna delle Grazie
(2 luglio) La festa è molto sentita dagli atriani, che celebrano la patrona della contrada Cona, che sorge ai lati della strada provinciale 553 per Silvi Marina-Pescara. Nove giorni prima (novena), la Madonna e il Bambino indossano un vestito a festa con tanto di collane e orecchini.
La mattina del 2 luglio, una processione dalla nuova chiesa di San Gabriele percorre 6 km per arrivare alla chiesetta barocca di Santa Maria delle Grazie, detta Madonna della Cona, dove la statua vestita della santa sta aspettando i fedeli, che assistono alla messa all'aperto e fanno una colazione collettiva.
A sera, la processione. È considerata la festività religiosa più partecipata e famosa di Atri (dopo i Faugni e Santa Rita).

#### Madonna del SS. Rosario (prima domenica di ottobre e sabato precedente)
La festa è molto sentita dagli atriani, che nutrono un forte culto verso il Rosario grazie anche all'azione dell'Arciconfraternita del Rosario che ha sede nella chiesa di San Giovanni Battista (detta San Domenico). Per l'occasione, una stupenda statua della Madonna del Settecento, conservata nella chiesa di San Domenico viene tolta dalla sua cappellina e il suo vestito le viene cambiato con uno più ricco, interamente ricamato con fili d'oro. La domenica la statua, dopo la messa delle 18.00, viene portata in processione per le vie della città. Anticamente la statua veniva interamente ricoperta di ori e gioielli ma, a causa di reiterati furti, fu vietato il rito del "dono degli ori alla Vergine".
Dal 2009 è tornata in auge la Festa dell'Uva, manifestazione di origine contadina interrottasi nel 1989. Il sabato pomeriggio una decina di carri e trattori addobbati con festoni e uva sfilano per le vie della città (dove intanto si tiene una rassegna di vini locali) per arrivare a Piazza Duomo, dove ci sarà la premiazione del carro più bello e l'esibizione dei gruppi folcloristici invitati.

#### Madonna di Pompei (Lunedì dell'Angelo)
Viene festeggiata fin dal 1899 nella contrada suburbana della Cona; il gruppo scultoreo (costituito dalle statue vestite della Madonna, di San Domenico e di Santa Caterina) è conservato in una cappella della chiesa ed esposto alla venerazione; per l'occasione alla Vergine viene fatto indossare un vestito diverso e più sontuoso rispetto a quello che indossa normalmente. La processione avviene la mattina, dopo la messa di mezzogiorno (unica processione che ad Atri ancora si svolge prima del Vespro). A sera spettacoli bandistici e di cabaret e, a chiudere, i fuochi d'artificio.

#### Santa Croce (1-2-3 maggio)
I festeggiamenti sono più che altri religiosi e si svolgono nella contrada Santa Croce (o Crocifisso, che si trova lungo la direttrice per il mare, a lato della strada provinciale 28 per Pineto), dove si trova la chiesa del Crocifisso, fatta ristrutturare negli anni cinquanta da un emigrato atriano tornato in patria. L'emigrato, partito da Atri per la guerra negli anni quaranta e poi trasferitosi negli Stati Uniti, fece voto al Crocifisso di ristrutturare la chiesa in suo onore all'epoca abbandonata se gli avrebbe portato fortuna nel viaggio. L'emigrato in America fece fortuna e tornato in Abruzzo ristrutturò la chiesa di S.Croce (che si presenta nell'aspetto conferitogli intorno al 1950) e vi mise anche una piccola reliquia della Croce.
I festeggiamenti principali interessano il 3 maggio, quando al pomeriggio vengono portati in processione nelle vie adiacenti alla chiesa il Crocifisso (portato dal sacerdote, sotto un baldacchino di stoffa) e la reliquia della Croce. La piazza antistante la chiesetta è decorata da luminarie e bancarelle e si esibisce la banda della frazione Casoli di Atri.

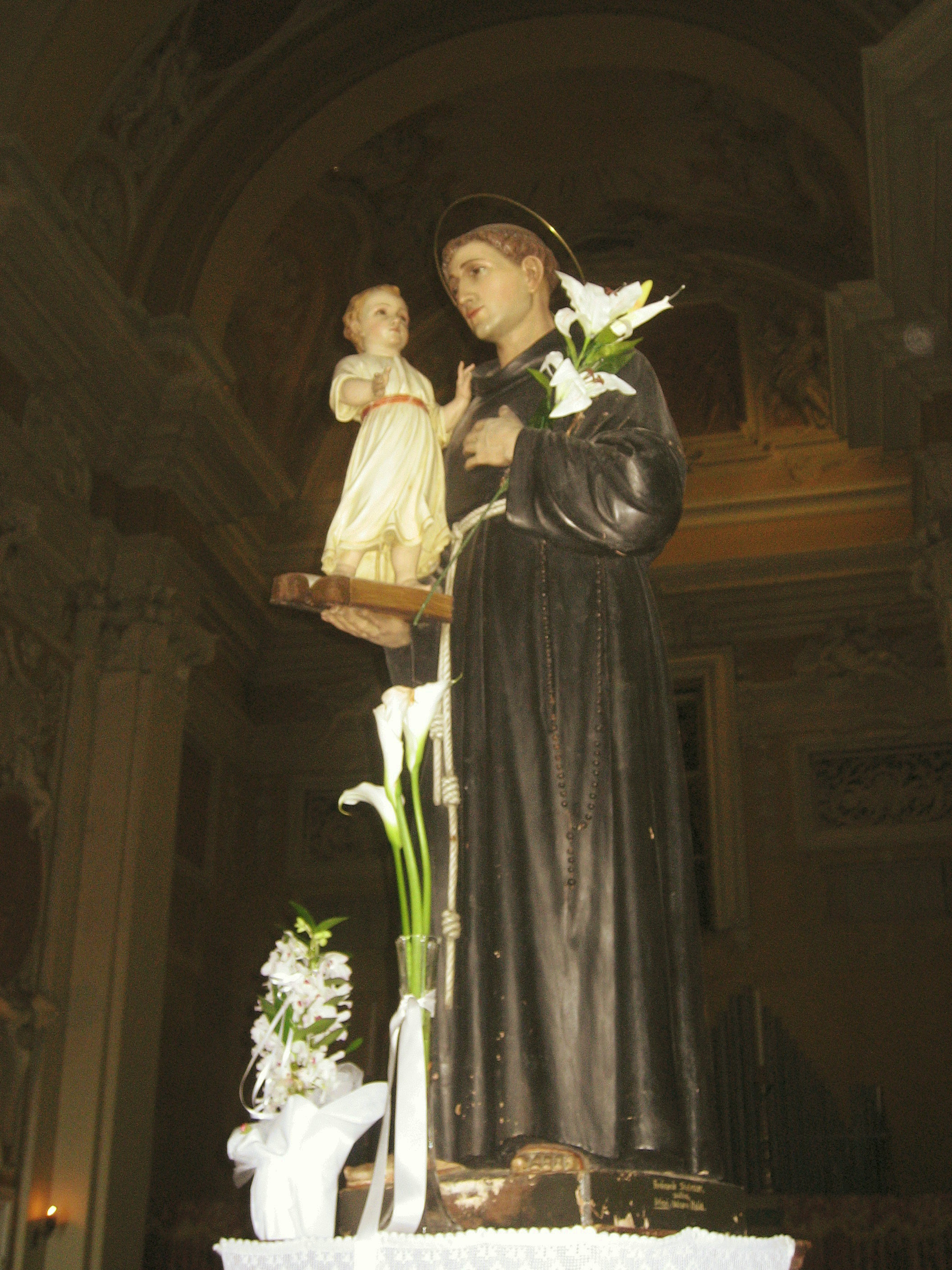
Statua di S.Antonio ad Atri (1960).

#### Sant'Antonio da Padova (13 giugno)
La statua del santo viene esposta giorni prima nella chiesa di San Francesco d'Assisi, in corso Elio Adriano, e la mattina del 13 giugno, durante la messa, vengono distribuiti i pani benedetti. Dal 1944, anno in cui nacque la festa come ringraziamento per la fine della seconda guerra mondiale, fino al 1961 ci fu anche la processione mattutina con la statua del santo, poi soppressa perché spesso cadeva in concomitanza con il Corpus Domini.

#### Corpus Domini (Domenica dopo la SS. Trinità)
La festa del Corpus Domini, come nel resto d'Italia, è variabile ed è collegata alla data della Pasqua e quindi può capitare a maggio o a giugno, ma sempre dopo la festa della Santissima Trinità. Vi è la tradizionale Infiorata tipica di moltissime città italiane; fin dalla mattina donne e uomini preparano i petali e disegni per il grande tappeto floreale che verrà preparato in Piazza Duomo e dove passerà la processione. Sempre in piazza Duomo viene allestito il palco dove viene celebrata la messa all'aperto.
Nel pomeriggio, verso le 17.00, parte la processione dal palazzo vescovile, con in testa tutti i preti della diocesi, il vescovo, i bimbi della Prima Comunione (con il loro abito bianco) e infine il baldacchino di stoffa con il Corpus Domini, l'ostia contenuta in un ostensorio d'argento diverso ogni anno (spesso si tratta dei ricchi ostensori barocchi delle chiese di Atri). Si arriva quindi in piazza Duomo, con lo sfondo della magnifica concattedrale, si sale sul palco e si celebra la messa davanti a tutti i fedeli (in caso di pioggia, la messa viene celebrata in concattedrale). Dopo la messa, verso le 18.30 inizia la processione del Corpus Domini con l'ordine già menzionato prima: questa volta, però, dietro al baldacchino ci sono tutti i fedeli. La processione passa sopra l'Infiorata, con un tema diverso ogni anno (ma sempre inneggiante a Cristo e all'Eucaristia), e attraversa tutte le vie del centro storico. La processione poi rientra nel Duomo.

#### Processione del Cristo Morto
(Venerdì Santo) La processione è molto antica, anche se gli attuali simulacri sono dell'Ottocento.
La processione si avvia dalla Concattedrale con i soli simulacri del Cristo morto (posto su un grande baldacchino dorato, coperto di veli e velluto nero, opera stupenda dell'Ottocento di scuola napoletana, considerata la più bella bara d'Abruzzo) e dell'Addolorata, che si incontrano nella piazza antistante con la processione, proveniente da San Francesco della Croce con i simboli della Passione. Arrivati a San Domenico si unisce "il Calvario", gruppo scultoreo delle tre croci.
La processione rientra in Duomo, mentre "il Calvario" riparte per ritornare a san Domenico, dov'è conservato.

#### Festa dell'Assunta e apertura della Porta Santa del Duomo
(14-15 agosto) La festa dell'assunta è molto sentita dagli atriani.
La statua della Madonna viene esposta molti giorni prima nella concattedrale.
Il 14 agosto vi è un grande corteo storico preceduto dal vescovo che, arrivato in Piazza Duomo, dopo gli spettacoli medievali, procede all'apertura della Porta santa (primo portale su lato destro, opera di Raimondo del Poggio, XIV secolo), istituita nel 1300 forse da Papa Celestino V (che aveva la madre originaria di Atri) o da Papa Bonifacio VIII.
Un tempo, accanto alla Porta Santa, si trovavano le spoglie del Beato Nicola (povero errante morto in Duomo), ora spostate nel Museo Capitolare; la porta rimane aperta per i successivi 8 giorni.

#### Sfilata dei carri trainati da buoi (Maggiolata)
(15 agosto) La sfilata è la riproposizione delle maggiolate che un tempo erano d'uso. La festa consiste nell'addobbare antichi carri aprutini e sfilare per la città al suono di canti e balli di gruppi folcloristici provenienti anche da altre regioni. Un tempo vi era anche una grande fiera del bestiame e la sagra delle cipolle per le provviste invernali.

#### Atri a Tavola (in luglio ed in agosto)

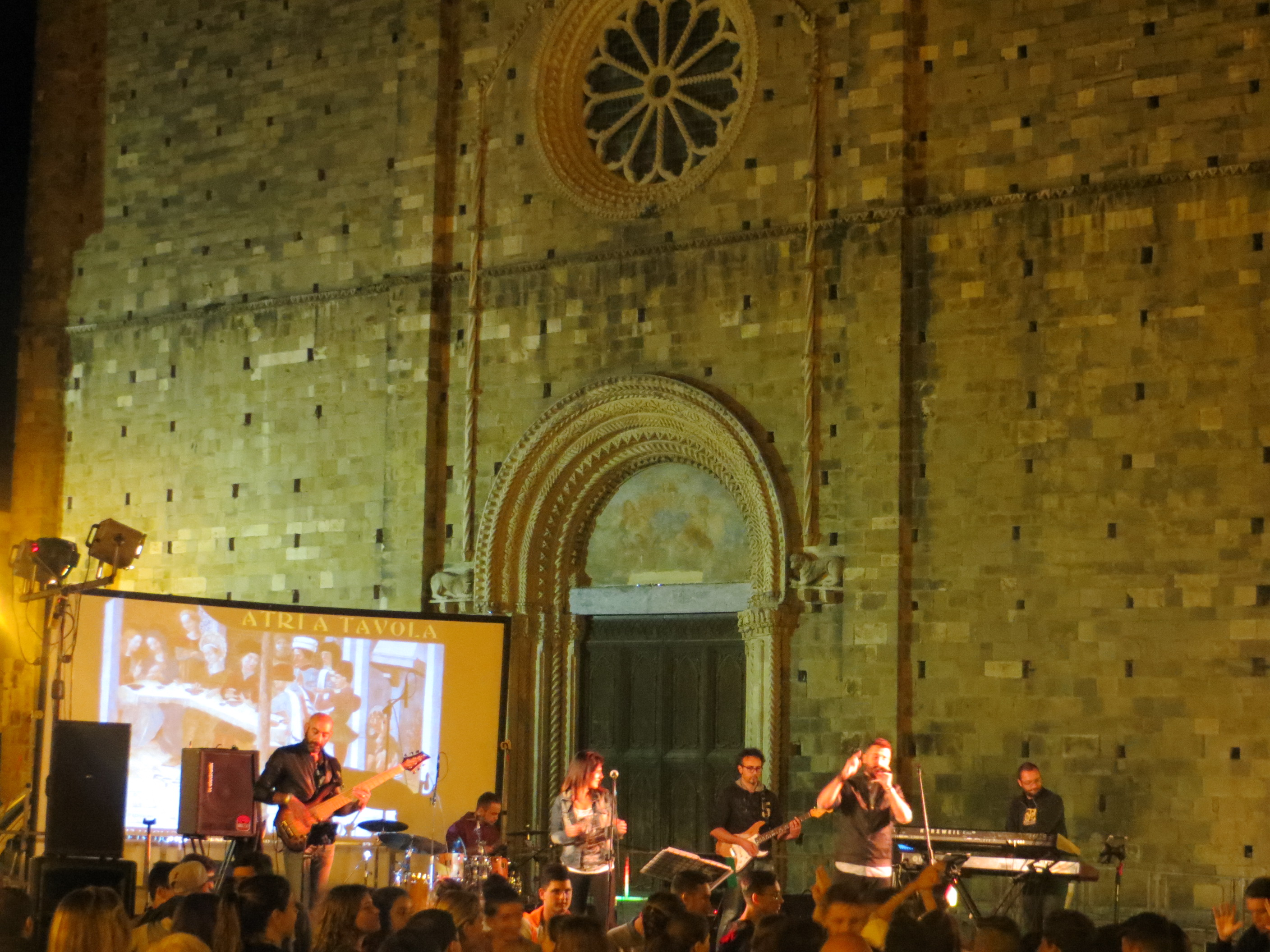
Edizione del 2014 di Atri a Tavola

La manifestazione è nata nel 2001 grazie all'opera dell'Amministrazione Comunale e rappresenta la maggiore manifestazione gastronomica dell'Abruzzo.
Vi partecipano oltre 100 espositori, provenienti dall'Abruzzo ma anche dalle regioni limitrofe come l'Umbria e le Marche. I vari stand sono dislocati da Viale Umberto I fino a Piazza del Comune, occupando tutto il Corso e Piazza Duomo. È interessata anche buona parte del centro storico con vari spettacoli. In Piazza del Duomo si tengono anche spettacoli gastronomici e folcloristici o la riproposizione degli antichi mestieri. Durante i giorni di festa si tengono anche alcuni convegni, in cui si parla soprattutto di vari aspetti culturali della città di Atri e non solo. L'affluenza di persone, provenienti da molte parti, è grande anche perché c'è l'occasione di visitare vari monumenti della città dove si svolgono alcune particolari eventi, come la chiesa di san Francesco dove sulla sua teatrale scalinata a doppia rampa si svolgono concerti di musica classica; l'affluenza di persone è maggiore soprattutto nei giorni del 12 e 13 agosto, perché precedono i festeggiamenti di Ferragosto il 14 e 15 agosto.

#### Casoli Pinta
Dal 1996 si svolge nella frazione di Casoli e prevede la realizzazione di murales sulle pareti delle case da parte di pittori di tutto il mondo che hanno ricoperto di opere d'arte le pareti esterne delle case, rinnovando l'aspetto di Casoli e trasformando il piccolo borgo in un museo all'aperto. Gli artisti vengono ospitati dagli abitanti per tutto il tempo della realizzazione delle opere.

#### Reportage Atri Festival
È un Festival dedicato ai reportage fotografici istituito nel 2009 dall'amministrazione comunale. Presenta un denso programma di eventi, mostre e incontri che raccontano singolarmente e nel loro insieme l'anima e il significato del mestiere di reporter. La direzione artistica è di Toni Capuozzo inviato del TG 5. Hanno partecipato: Paolo Woods, Marco Anelli, Marco Di Lauro, Paolo Pellegrin.

### Ospedale civile San Liberatore
I servizi sanitari sono garantiti dall'ospedale civile San Liberatore.

## Cultura

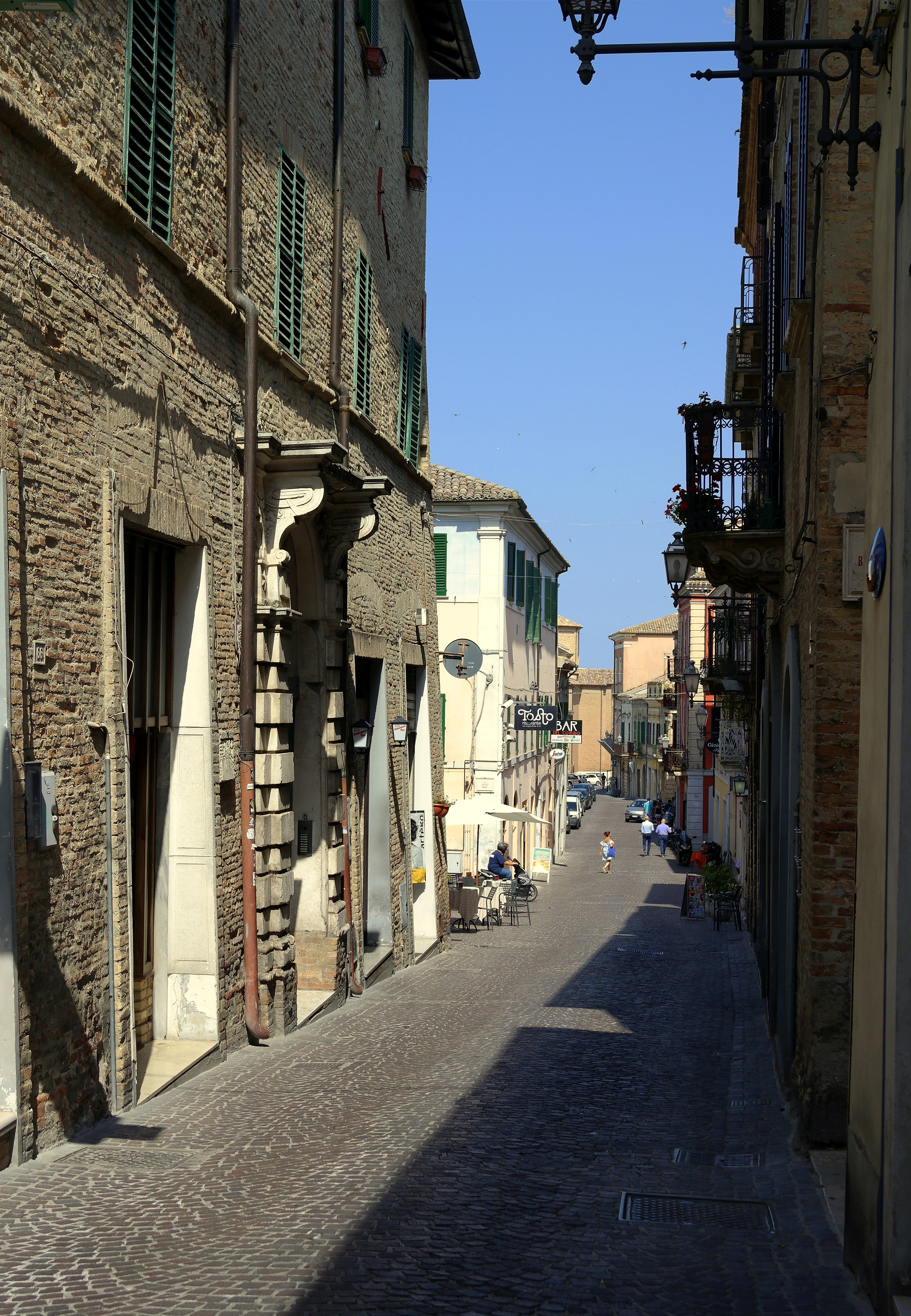
Il centralissimo Corso Elio Adriano

### Istruzione

#### Biblioteche
- Biblioteca comunale (che ha sede nel palazzo ducale)
- Biblioteca capitolare (in via dei Musei, alle spalle del duomo)
- Biblioteca del Centro servizi culturali (in corso Elio Adriano, nei pressi della chiesa di San Francesco)
- Studio araldico atriano
- Archivio storico e pergamenaceo Comunale (300 pergamene, uniche e restaurate nel 2000)

#### Scuole e università
Oltre alle scuole dell'infanzia e alle scuole d'obbligo, presenti, oltre che nel capoluogo comunale, con varie sedi anche nelle frazioni (ognuna ha un asilo e una scuola elementare, mentre la scuola media di riferimento delle frazioni si trova a Casoli di Atri), Atri vanta numerose scuole superiori, riunite nell'Istituto d'Istruzione Superiore "Adone Zoli", creato nel 1995, comprendente:
- il Liceo Luigi Illuminati, prima tutt'uno con l'istituto Adone Zoli e separato nel 2019. possiede lo storico Liceo Classico (istituito nel 1900) e la nuova specializzazione Liceo Classico della Comunicazione; il Liceo Linguistico (1988) con la nuova sperimentazione del Liceo Linguistico del Turismo; il Liceo Scientifico (2007) con la sperimentazione (2010) Scientifico opzione Scienze applicate;
- l'Istituto Tecnico Commerciale "Adone Zoli" (1954), con la nuova sperimentazione in Relazioni Internazionali per il Marketing;
- l'Istituto Professionale, erede della Scuola d'Arte e Mestieri (1893), con la nuova sperimentazione in Servizi socio-sanitari.

Collegata all'attività dei licei è la Scuola Civica "Claudio Acquaviva", nota anche come scuola dell'eccellenza, istituita nel 2010, per la promozione, la formazione e la valorizzazione delle eccellenze, ovvero i migliori allievi del territorio; la scuola è a numero chiuso, poiché vi possono entrare, dopo un esame di cultura generale, solo 60 ragazzi.
Era presente inoltre una sede periferica dell'Università degli studi di Teramo con il Corso di Laurea in Scienze Giuridiche economiche e manageriali dello Sport; Corso di Laurea Specialistica in Management dello Sport e delle Imprese Sportive; Master di Primo Livello in Diritto ed Economia dello Sport nell'Unione europea, unica istituzione in Europa

### Teatro
Il Teatro di Atri è il più antico teatro della Provincia, ed è una copia più piccola del vecchio teatro comunale di Teramo.

### Cinema
Atri è stata la location di diversi film.
- Ti amo Maria (1997) regia di Carlo Delle Piane.[26]
- Giuda (2000) regia di Flavio Sciolè.[27][28]
- Di quest'attesa disattesa (2014) regia di Flavio Sciolè.[28][29]

#### Musei

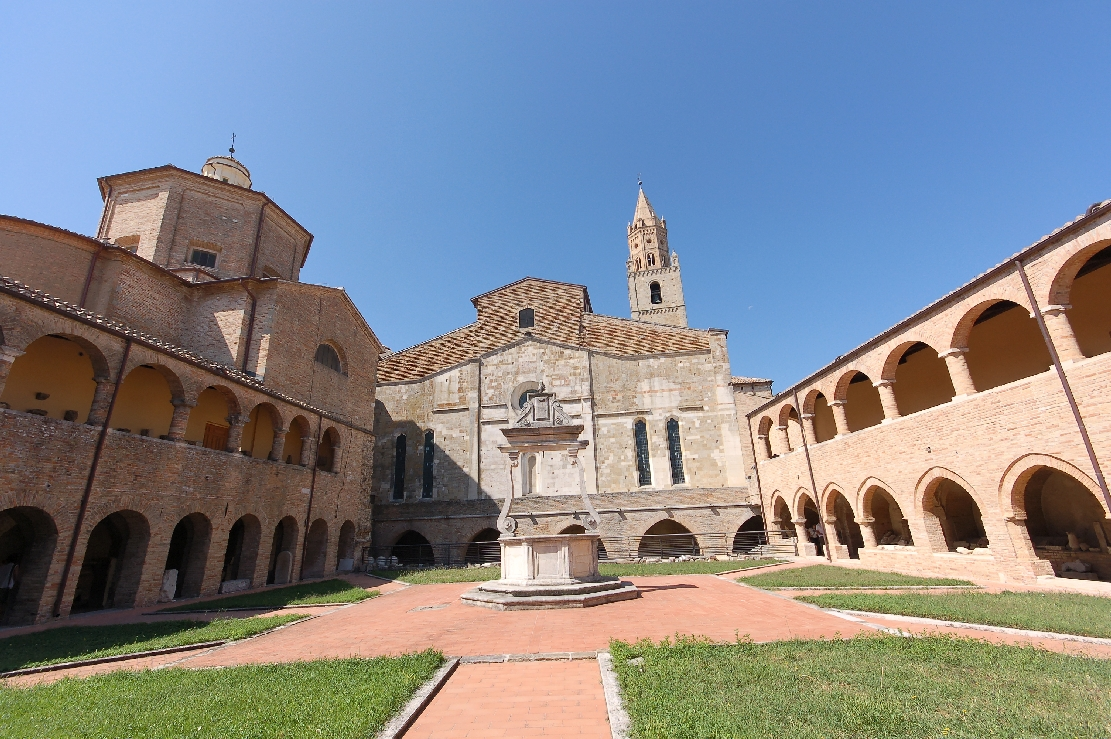
Chiostro del duomo di Atri, dov'è l'entrata al Museo Capitolare

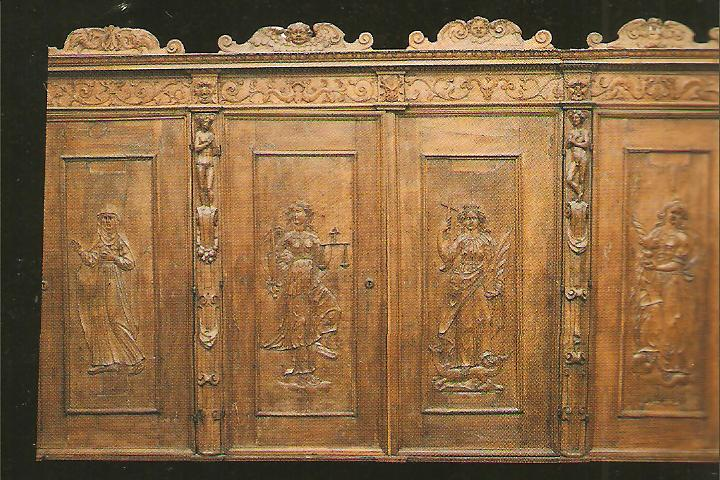
Antichi armadi della sagrestia, conservati nel Museo Capitolare

- Il Museo Capitolare (con visita al chiostro del Duomo e all'attigua cripta e cisterna romana, con affreschi databili ai primi decenni del sec. XV)
- Il Museo civico etnografico, nei pressi dell'Ufficio postale di piazza San Pietro
- Il Museo-archivio musicale "Antonio Di Jorio"
- Il Museo archeologico civico De Galitiis-De Albentiis-Tascini, in via dei Musei, alle spalle del duomo
- Il Museo didattico degli strumenti musicali medievali e rinascimentali, che ha sede nel palazzo ducale
- "Casoli Pinta": Museo all'aperto di murales d'autore nella frazione di Casoli-"museo sotto le stelle"
- Raccolta preziose Ceramiche (mattonelle) di Grue e di Gentile e frammenti della Casa Ducale, nonché Monete dell'antica Numismatica della città di Atri (sec. VI-V a.C.)

### Emittenti televisive
L'emittente televisiva Tv Atri nasce nel 1975, in seno all'associazione sociale e culturale di volontariato C.A.R.T.A. (Club Amatori Radio Televisione Atriani) ONLUS, concessionaria dell'emittente televisiva "TV Atri", il primo canale televisivo in Abruzzo.
Possiede una testata giornalistica, "Tele Atri Notizie" (registrata al tribunale di Teramo nel 1989). Direttore della testata giornalistica è Cosimo Daidone, mentre il caporedattore e caposervizi (dal 2003) è il giornalista Rosario Di Blasio.
La conduzione della struttura avviene con un benemerito volontariato che impegna mezzi e tempo libero.
Le trasmissioni avvengono sui canali 32 UHF e H VHF con il sistema analogico di giorno e nelle ore notturne in digitale terrestre.
Il presidente è la giornalista/pubblicista Elvira Ferrari.
Il direttore e coordinatore dell'associazione è stato l'ing. Domenico Muscianese.

### Tradizione corale
La secolare tradizione canora, alla quale hanno dato un determinante contributo i frati Francescani, ha dato vita nei secoli nella cittadina a numerosi cori.

### Cucina
- Formaggio pecorino di Atri
- Arrosticini
- Liquirizia di Atri
- Miele
- Maccheroni con la mollica
- Olio extravergine d'oliva Pretuziano delle colline teramane D.O.P.
- Dolce pan ducale
- Vini: Montepulciano d'Abruzzo Colline Teramane e altri prodotti da uve Trebbiano e Chardonnay

## Economia

### Turismo
L'importante patrimonio storico culturale della cittadina, che la distingue dalle città costiere di più recente fondazione, la rende una delle tradizionali mete turistiche della costa teramana.

### Industria
L'area industriale Stracca, sita lungo la vallata del Vomano, è sede di piccole e medie imprese che operano nei settori dei mobili, chimica e metalmeccanica.

## Infrastrutture e trasporti

### Strade
La cittadina è raggiungibile attraverso l'autostrada A/14 Adriatica, uscendo al casello Atri-Pineto. Dalla Strada Statale 16 Adriatica, si raggiunge Atri imboccando la strada provinciale 28 da Pineto, oppure la strada statale 553 di Atri da Silvi.

### Ferrovie
La stazione ferroviaria più vicina è quella di Stazione di Pineto-Atri (10 km).

## Amministrazione
| Periodo | Periodo   | Primo cittadino      | Partito         | Carica      | Note                                                                            |
| ------- | --------- | -------------------- | --------------- | ----------- | ------------------------------------------------------------------------------- |
| 1993    | 1997      | Paolo Basilico       | Centro-sinistra | Sindaco     |                                                                                 |
| 1997    | 2001      | Mario Marchese       | Centro-sinistra | Sindaco     |                                                                                 |
| 2001    | 2006      | Paolo Basilico       | Centro-sinistra | Sindaco     |                                                                                 |
| 2006    | 2007      | Paolo Basilico       | Centro-sinistra | Sindaco     |                                                                                 |
| 2007    | 2008      | Eugenio Matronola    |                 | Comm. pref. |                                                                                 |
| 2008    | 2013      | Gabriele Astolfi     | Centro-destra   | Sindaco     |                                                                                 |
| 2013    | 2018      | Gabriele Astolfi     | Centro-destra   | Sindaco     |                                                                                 |
| 2018    | 2023      | Piergiorgio Ferretti | Centro-destra   | Sindaco     |                                                                                 |
| 2023    | 2024      | Piergiorgio Ferretti | Centro-destra   | Sindaco     | Amministrazione sciolta con sentenza del Consiglio di Stato del 22 gennaio 2024 |
| 2024    | 2024      | Alberto Di Gaetano   |                 | Comm. pref. |                                                                                 |
| 2024    | in carica | Piergiorgio Ferretti | Centro-destra   | Sindaco     |                                                                                 |

### Gemellaggi
- Conversano (BA), dal 17 giugno 2010. Atri fu dal 1395 dominio degli Acquaviva (poi Acquaviva d'Aragona) che dal 1455 ebbero anche Conversano.
- Nardò (LE), dal 17 giugno 2010. Atri (dal 1395), Conversano (dal 1455) e Nardò (dal 1497) furono dominio della potente casata degli Acquaviva.
- Litochoro (in greco Λιτόχωρο), comune soppresso da gennaio 2011 ed annesso al comune di Dion-Olympos (in greco Δίο-Όλυμπος).
- Lecce nei Marsi (AQ), dal 7 novembre 2013. Ad Atri ha vissuto per un lunghi periodi ed è morto Andrea De Litio, pittore del rinascimento nato, con ogni probabilità a Lecce nei Marsi[31].

## Sport
Come infrastrutture sportive,  la cittadina ospita uno stadio comunale,  due palazzetti dello sport, un circolo tennis e una piscina comunale.